# Teatro alla Scala
Il Nuovo Regio Ducal Teatro alla Scala, semplicemente noto come Teatro alla Scala e colloquialmente chiamato la Scala, è il principale teatro d'opera di Milano. Considerato tra i più prestigiosi teatri al mondo, ospita dal 1778 i principali artisti nel campo internazionale dell'opera, del balletto e della musica classica.
L'edificio, progettato da Giuseppe Piermarini e inaugurato nel 1778 con l'opera L'Europa riconosciuta composta per l'occasione da Antonio Salieri, fu costruito a seguito della distruzione, nel 1776, a causa di un incendio, del Teatro Ducale.
A partire dall'anno di fondazione è sede dell'omonimo coro, dell'orchestra, del corpo di Ballo, e dal 1982 anche della Filarmonica. Il complesso teatrale è situato nell'omonima piazza, affiancato dal Casino Ricordi, sede del Museo teatrale alla Scala.

## Storia

### Le premesse
Le prime strutture deputate all'opera di Milano furono i teatri di corte che si avvicendarono nel cortile di Palazzo Reale: un primo salone intitolato a Margherita d'Austria-Stiria, moglie di Filippo III di Spagna, eretto nel 1598 e distrutto da un incendio il 5 gennaio 1708 e il Regio Ducal Teatro, costruito nel 1717 a spese della nobiltà milanese su progetto di Gian Domenico Barbieri.
Per il palcoscenico di questi teatri furono commissionate opere di importanti compositori, tra i quali: Nicola Porpora (Siface), Tomaso Albinoni (La fortezza al cimento), Christoph Willibald Gluck (Artaserse, Demofoonte, Sofonisba, Ippolito), Josef Mysliveček (Il gran Tamerlano), Giovanni Paisiello (Sismano nel Mogol, Andromeda), Wolfgang Amadeus Mozart (Mitridate, re di Ponto, Ascanio in Alba, Lucio Silla).

### Il Nuovo Regio Ducal Teatro alla Scala
(Thomas Jones)

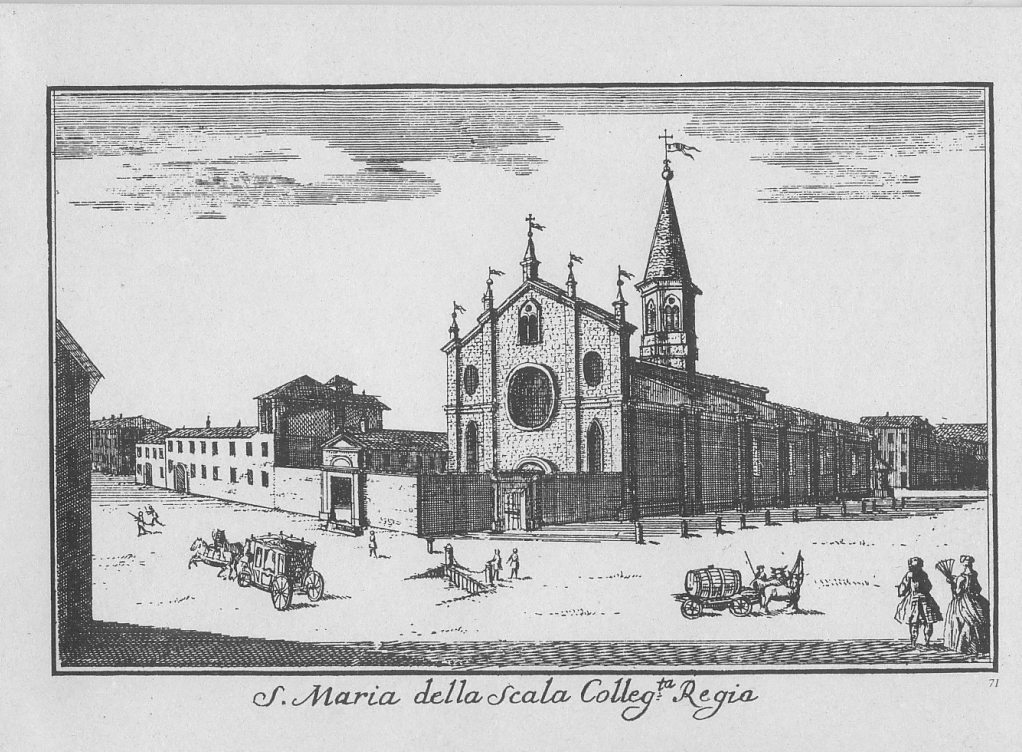
Santa Maria della Scala, Collegiata Regia, demolita per costruire il teatro, incisione di Marc'Antonio Dal Re del 1745

Il Teatro alla Scala fu costruito in conformità a un decreto dell'imperatrice Maria Teresa d'Austria, emanato su richiesta di famiglie patrizie milanesi, capitanate da Giangiacomo Durini conte di Monza, palchettiste del "Regio Ducale", il vecchio teatro di corte milanese di cui era sovrintendente proprio il Durini, andato distrutto in un incendio divampato il 26 febbraio 1776. Le stesse famiglie si impegnarono a sostenere le spese per l'edificazione del nuovo teatro in cambio del rinnovo della proprietà dei palchi.
Il progetto venne affidato al celebre architetto Giuseppe Piermarini, il quale provvide anche al disegno del “Teatro Interinale”, una struttura temporanea costruita presso la chiesa di San Giovanni in Conca, e del Teatro della Cannobiana, dalla pianta assai simile a quella della Scala, ma in dimensione ridotta, dedicato a spettacoli più “popolari”. La decorazione pittorica fu realizzata da Giuseppe Levati e Giuseppe Reina. Domenico Riccardi dipinse invece il sipario, rappresentante, pare su suggerimento del Parini, il “Parnaso”.
Il teatro sorse al posto della chiesa di Santa Maria alla Scala, da cui prese il nome (la chiesa prese a sua volta il nome dalla sua fondatrice, Regina della Scala, della dinastia degli Scaligeri di Verona), i cui lavori di demolizione iniziarono il 5 agosto 1776; il 28 maggio 1778 si svolsero le prime prove di acustica e il 3 agosto, alla presenza del governatore di Milano, l'arciduca Ferdinando d'Asburgo-Este, di Maria Beatrice d'Este, del conte Carlo Giuseppe di Firmian e del duca Francesco III d'Este, venne inaugurato il “Nuovo Regio Ducal Teatro alla Scala” da 3000 posti con la prima rappresentazione assoluta de L'Europa riconosciuta di Salieri. Il libretto, opera dell'abate Mattia Verazi, fu pensato per dare spazio ad arie ricche di virtuosismi, ed è caratterizzato dai numerosi duetti, terzetti e complessi finali d'atto. La sera del 3 agosto, tra gli spettatori c'era anche Pietro Verri, il quale scrisse al fratello Alessandro, in quel periodo a Roma: «la pompa dei vestiti è somma, le comparse ti popolano il palco di più di cento figure e fanno il loro dovere... gli occhi sono sempre occupati». Particolarmente suggestivo risultò l'inizio in medias res, «mentre te ne stai aspettando quando si dia principio, ascolti un tuono, poi uno scoppio di fulmine e questo è il segnale perché l'orchestra cominci l'ouverture, al momento s'alza il sipario, vedi un mare in burrasca». Allietarono gli intervalli i balli Pafio e Mirra, o sia I prigionieri di Cipro, musica di Salieri, coreografia di Claudio Legrand, e Apollo placato, musica di Luigi de Baillou, coreografia di Giuseppe Canziani.
Il teatro non era all'epoca soltanto un luogo di spettacolo: la platea era spesso destinata al ballo, i palchi venivano usati dai proprietari per ricevervi degli invitati, mangiare e gestire la propria vita sociale, nel ridotto e in un altro spazio in corrispondenza del quinto ordine di palchi si giocava d'azzardo (tra i vari giochi figura anche la roulette, introdotta dall'impresario Domenico Barbaja nel 1805). Fin dal 1788 era infatti severamente proibito giocare in città, con l'unica eccezione dei teatri in tempo di spettacolo.
Durante gli anni di dominazione austriaca e francese la Scala era finanziata, oltre dagli introiti provenienti dal gioco, dalle stesse famiglie che avevano voluto la costruzione del teatro e ne conservavano la proprietà attraverso le quote dei palchi. Mentre i primi tre ordini rimasero per molti anni di proprietà dell'aristocrazia, il quarto e il quinto erano per lo più occupati dall'alta borghesia, che a partire dagli anni 20 dell'Ottocento fa un massiccio ingresso in teatro. In platea, e ancora di più in loggione, vi è un pubblico misto di militari, giovani aristocratici, borghesi, artigiani.
La titolarità della gestione rimase principalmente in mano a esponenti della nobiltà milanese (l'anno dell'inaugurazione i «Cavalieri associati» furono il conte Ercole Castelbarco, il marchese Giacomo Fagnani, il marchese Bartolomeo Calderara e il principe Antonio Menafoglio di Rocca Sinibalda), ma l'effettiva gestione era quasi sempre affidata a impresari di professione come Angelo Petracchi (1816-20), Domenico Barbaja (1826-32), Bartolomeo Merelli (1836-50), i fratelli Ercole e Luciano Marzi (1857-1861).
Il problema maggiore nell'organizzare le stagioni era mantenere acceso l'interesse degli spettatori, molto spesso distratti, nei palchi, in altre faccende, o disturbati nell'ascolto della musica dal brusio proveniente dai tavoli da gioco accessibili da mezzogiorno fino a sera.
Il 1º settembre 1778 avviene la prima assoluta di Troia distrutta di Michele Mortellari. Il 1º gennaio 1779 ebbe la prima assoluta Venere in Cipro di Felice Alessandri, il 30 gennaio Cleopatra di Pasquale Anfossi e il 26 dicembre Armida di Josef Mysliveček con Caterina Gabrielli, Luigi Marchesi e Valentin Adamberger. Il 3 febbraio 1781 vi fu l'inaugurazione, in ritardo per la morte di Maria Teresa d'Austria, con la prima assoluta di Antigono di Luigi Gatti, il 1º ottobre di Il vecchio geloso di Alessandri, il 26 dicembre di Olimpiade di Francesco Bianchi, il 14 settembre 1782 di Fra i due litiganti il terzo gode di Giuseppe Sarti con Anna Selina Storace e Benucci, il 26 dicembre di La Circe di Domenico Cimarosa con Giacomo David e l'8 gennaio 1783 di L'Idalide o sia La vergine del sole di Sarti. Grande successo ebbero alla Scala i castrati, sopranisti e contraltisti, tra i quali si possono ricordare Gaspare Pacchierotti, Asterio nell'opera di apertura, Luigi Marchesi, Girolamo Crescentini, Giovanni Battista Velluti di lì a qualche decennio sostituiti dalle primedonne (tra le prime, le celeberrime Adriana Ferraresi Del Bene, Teresa Saporiti, Giuseppina Grassini, Teresa Bertinotti-Radicati, la Storace, Teresa Belloc-Giorgi, Angelica Catalani, Brigida Giorgi Banti, Isabella Colbran, Marietta Marcolini, Elisabetta Gafforini, Carolina Bassi, Elisabetta Manfredini, Adelaide Tosi, Benedetta Rosmunda Pisaroni, Isabella Fabbrica, Brigida Lorenzani, Henriette Méric-Lalande, Carolina Ungher, Giuditta Grisi, Giulia Grisi, Clorinda Corradi, Giuditta Pasta, Marietta Brambilla, Giuseppina Ronzi de Begnis, Maria Malibran ed Eugenia Tadolini).
Quanto ai compositori, oltre a Salieri, forse imposto dall'alto e comunque raramente chiamato, si possono in questi primi anni ricordare Domenico Cimarosa, Giovanni Paisiello, Nicola Antonio Zingarelli, Luigi Cherubini, Ferdinando Paër, Johann Simon Mayr, Gioachino Rossini, Giacomo Meyerbeer.

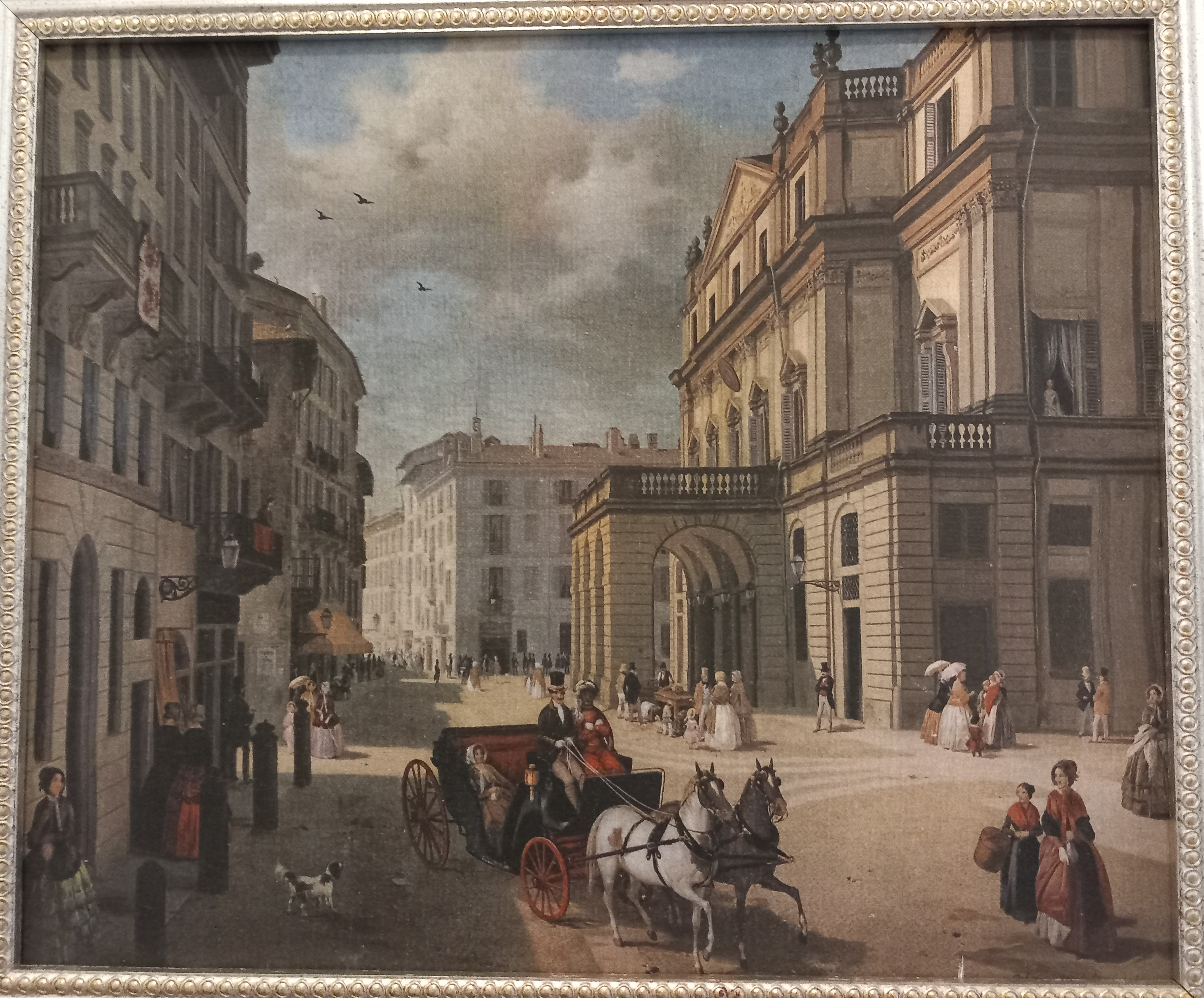
La facciata del Teatro alla Scala, Angelo Inganni, 1852; il dipinto è custodito nel Museo teatrale alla Scala

Il 26 dicembre 1787 vennero introdotte le prime "argantas" (un tipo di lampada), il 20 febbraio 1790 il teatro venne chiuso per la morte dell'imperatore Giuseppe II d'Asburgo-Lorena, il 1º marzo 1792 per la morte dell'imperatore Leopoldo II d'Asburgo-Lorena, il 15 maggio 1796 avvenne la prima di Chant de guerre de l'armée du Rhin (La Marseillaise) di Claude Joseph Rouget de Lisle e il 24 marzo 1799 il Direttorio abolisce il Palco reale.
Durante la primavera e l'estate del 1807, le stagioni furono trasferite alla Canobbiana a causa di importanti lavori di rifacimento delle decorazioni interne, ridisegnate secondo il gusto neoclassico mentre nel 1814, a seguito della demolizione di alcuni edifici tra i quali il convento di San Giuseppe, venne ampliato il palcoscenico secondo il progetto di Luigi Canonica.
Un grande lampadario con ottantaquattro lumi a petrolio, disegnato dallo scenografo Alessandro Sanquirico, venne appeso al centro del soffitto nel 1823. Contrastanti furono le reazioni: contro i sostenitori dell'innovazione alzava la voce chi riteneva che il lampadario illuminasse troppo la sala, permettendo agli sguardi indiscreti di penetrare nell'intimità dei palchi.

La contrada della Scala nel 1855, prima della realizzazione dell'omonima piazza; i portici che si intravedono sulla destra appartengono al Teatro alla Scala. Per realizzare la piazza vennero demoliti, nel 1858, diversi caseggiati che si intravedono nella fotografia: in questo modo scomparve la via prospiciente al teatro, la contrada della Scala (in molte città lombarde, fino all'Unità d'Italia, le vie erano comunemente chiamate "contrade")

Il 7 settembre 1811 avviene il successo di I pretendenti delusi di Giuseppe Mosca con Marietta Marcolini e Claudio Bonoldi.
Dal settembre 1812 con il successo di La pietra del paragone di Rossini diretta da Alessandro Rolla con la Marcolini e Filippo Galli (basso) la Scala diventa il luogo deputato alla rappresentazione del Melodramma italiano fino a oggi.
Il 28 ottobre, 12 novembre e 19 novembre 1813 vi tiene dei concerti violinistici Niccolò Paganini e il 29 ottobre avviene il successo della prima assoluta di Le streghe di Paganini.
Il 16 giugno 1815, 5 e 7 marzo 1816 vi tiene dei concerti Paganini.
Il 2 e 5 febbraio 1816 vi tiene dei concerti il violinista Charles Philippe Lafont.
L'11 marzo 1816 Paganini e Lafont eseguono in concerto musiche di Rodolphe Kreutzer.
Il 29 settembre 1816 Louis Spohr esegue la prima assoluta del suo Concerto n. 8 op. 47 In modo di scena cantata in la minore per violino e orchestra.
Nel 1817 avviene il successo della prima assoluta di La gazza ladra di Rossini diretta da Rolla con Teresa Belloc-Giorgi e Galli e nel 1820 di Vallace o L'eroe scozzese di Giovanni Pacini con Carolina Bassi e Claudio Bonoldi e di Margherita d'Anjou di Giacomo Meyerbeer con Nicola Tacchinardi e Nicolas Levasseur.
Il 1º aprile 1821 vi tiene un concerto il violinista Rolla.
Negli anni 1820 fecero la loro comparsa le opere di Saverio Mercadante, di Gaetano Donizetti (nell'ottobre 1822 con Chiara e Serafina) e soprattutto del siciliano Vincenzo Bellini (nell'ottobre 1827 con il successo di Il pirata con Giovanni Battista Rubini, Henriette Méric-Lalande e Antonio Tamburini diretti da Vincenzo Lavigna), sul quale Barbaja punterà negli anni della propria gestione.
È percepibile però la "regia occulta" dell'editore Ricordi che, in forza del suo privilegio di copista prima, di editore poi, delle opere rappresentate alla Scala, oltre che del fondo dei manoscritti del teatro acquistato già nel 1825, influenzò fortemente la scelta dei compositori a cui venivano commissionate riprese e nuove produzioni.
Nel 1828 vi fu il successo della prima assoluta di I cavalieri di Valenza di Pacini con la Méric-Lalande e Caroline Unger, nel 1829 di La straniera di Bellini con la Méric-Lalande, la Ungher, Domenico Reina e Tamburini diretti da Rolla, nel 1833 di Caterina di Guisa di Carlo Coccia con Adelaide Tosi, Isabella Fabbrica e Reina diretti da Rolla e nel 1838 di La solitaria delle Asturie di Coccia diretta da Eugenio Cavallini.
Nel 1830, le fasce tra gli ordini tra i palchi vennero decorate, sempre su indicazione del Sanquirico, con rilievi dorati e Francesco Hayez realizzò una nuova decorazione della volta della sala, visibile ancora nel 1875, quando fu sostituita da una decorazione a grisaille.
Nel 1835, su progetto dell'architetto Pietro Pestagalli, vennero aggiunti nella facciata due piccoli corpi laterali sormontati da terrazzi.

### Il giovane Verdi alla Scala
Giuseppe Verdi (1813-1901) esordì alla Scala nel novembre 1839 con Oberto, Conte di San Bonifacio con Mary Shaw, Lorenzo Salvi e Ignazio Marini diretti da Eugenio Cavallini, opera di stampo donizettiano, ma con alcune sue peculiarità drammatiche che piacquero al pubblico, decretandone un buon successo. Visto l'esito dell'Oberto, l'impresario Merelli gli commissionò la commedia Un giorno di regno, andata in scena con esito disastroso. Fu ancora Merelli a convincerlo a non abbandonare la lirica, consegnandogli personalmente un libretto di soggetto biblico, il Nabucco, scritto da Temistocle Solera. L'opera andò in scena il 9 marzo 1842 e nonostante un'iniziale tiepida accoglienza, a partire dalla ripresa del 13 agosto il successo fu questa volta trionfale grazie anche al forte sentimento patriottico che suscita nella città nella quale fermentava il nascente Risorgimento, rafforzando la popolarità del melodramma identificandone l'immagine con la Scala.

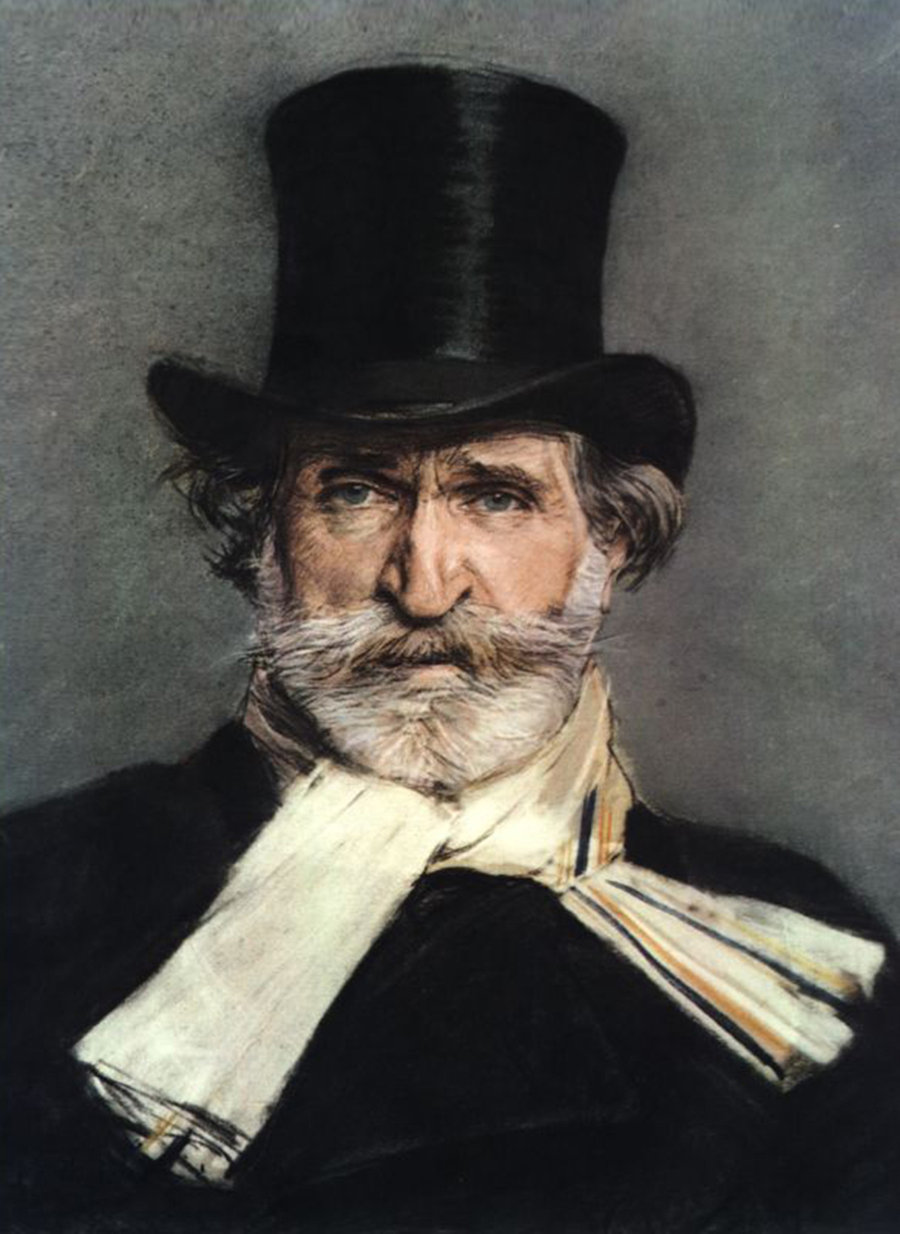
Giuseppe Verdi ritratto da Giovanni Boldini

I titoli del primo periodo scaligero del compositore di Busseto come I Lombardi alla prima crociata e Giovanna d'Arco, oltre a quelli già citiati appassionarono il pubblico, ora composto anche da borghesi.
Proprio in occasione della messa in scena della Giovanna d'Arco, nel 1845, i malumori intervenuti a causa della generale scarsa considerazione dei desiderata dei compositori di fronte alle necessità, soprattutto economiche, degli impresari scaligeri, spinsero Verdi a rinunciare per oltre vent'anni al palcoscenico che lo aveva lanciato.
Gli anni dell'esilio scaligero di Verdi non furono tra i più felici per il teatro. A parte alcuni titoli (Il barbiere di Siviglia, Semiramide, La Cenerentola e il Guglielmo Tell), le opere rossiniane tendono a diradare; costante è invece la presenza di Bellini, scomparso già nel 1835, e di Donizetti. L'ultima opera composta da Mercadante per la Scala, La schiava saracena, passa inosservata, e anche le opere precedenti del compositore altamurano, scompaiono dai cartelloni. Accanto alle opere composte da Verdi per gli altri teatri d'Europa, successo ottengono anche le produzioni di Giacomo Meyerbeer.
Il 7 maggio 1841 vi tiene un concerto del violoncellista Alfredo Piatti, il 7 dicembre un concerto pianistico di Sigismond Thalberg e il 25 novembre 1845 il violinista Antonio Bazzini.
Il 19 marzo 1847 avviene il successo della prima assoluta di Velleda di Carlo Boniforti con Eugenia Tadolini e l'8 febbraio 1848 di Giovanna di Fiandra di Boniforti con la Tadolini e Raffaele Mirate.

### La Scala dopo l'unità d'Italia
Dopo la ritirata degli austriaci (1859), l'attività riprende con Lucia di Lammermoor di Donizetti: alla recita del 9 agosto assiste anche il re Vittorio Emanuele II. A seguito dell'unità d'Italia, la Municipalità si sostituì al governo austriaco nell'erogazione di sovvenzioni al teatro.
Nel 1860, in occasione della serata di apertura della Stagione di Carnevale e Quaresima, venne inaugurato il nuovo sistema di lumi a gas del lampadario del Sanquirico. Nel 1883 venne invece completato l'impianto di illuminazione elettrica con la connessione alla vicina Centrale Santa Radegonda.
Negli anni immediatamente successivi si tentarono alcuni esperimenti, per lo più falliti: I profughi fiamminghi di Franco Faccio su libretto di Emilio Praga nel 1863, manifesto antiverdiano che proponeva l'abbandono delle tradizionali formule operistiche, e Mefistofele di Arrigo Boito (1868), spettacolo di quasi sei ore che si rifaceva al dramma wagneriano.
Nel 1870 avviene il successo della prima assoluta di Il Guarany di Antônio Carlos Gomes con Victor Maurel.
È invece dal 1873 la prima, apparizione scaligera del grande compositore tedesco con Lohengrin, nella traduzione di Salvatore Marchesi, diretto da Faccio con Italo Campanini e Maurel alla presenza di Antonio Smareglia.

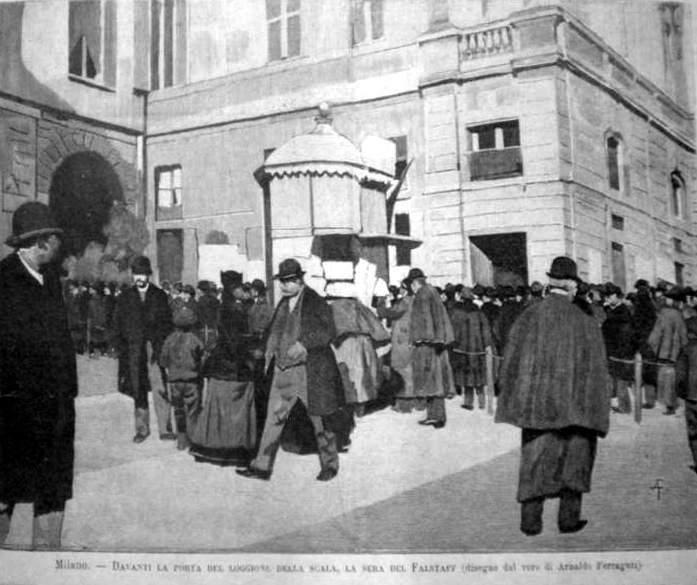
Arnaldo Ferraguti, Davanti alla porta del loggione della Scala, la sera del Falstaff, litografia tratta da fotografia, da: L'Illustrazione Italiana, 1893

Rassicurato da Tito Ricordi e da suo figlio Giulio, Verdi tornò alla Scala nel 1869 con il successo di una versione rinnovata de La forza del destino "messa in scena dall'autore", come si legge nel cartellone con Teresa Stolz e Mario Tiberini.
Altre produzioni messe in scena dal compositore furono il successo della prima europea di Aida (1872) diretta da Faccio con la Stolz, Maria Waldmann e Ormondo Maini, la nuova versione di Simon Boccanegra diretta da Faccio con Maurel, Anna D'Angeri, Édouard de Reszke e Francesco Tamagno (1881), la seconda versione italiana in quattro atti del Don Carlo diretta da Faccio con Tamagno, Paul Lhérie e Giuseppina Pasqua (1884), il successo delle prime assolute di Otello diretta da Faccio con Tamagno, Romilda Pantaleoni, Maurel e Francesco Navarrini (1887) e di Falstaff diretto da Edoardo Mascheroni con Maurel, Antonio Pini-Corsi, Edoardo Garbin, Emma Zilli, la Pasqua e Virginia Guerrini (1893).
Nel 1876 avvenne il successo della prima assoluta di La Gioconda di Amilcare Ponchielli diretta da Faccio con Gottardo Aldighieri e Maini, nel 1881 della ripresa di Mefistofele di Boito diretta da Faccio e di Ballo Excelsior di Romualdo Marenco, nel 1885 di Marion Delorme di Ponchielli, nel 1886 di Edmea di Alfredo Catalani e nel 1896 di Andrea Chénier di Umberto Giordano diretta da Rodolfo Ferrari con Giuseppe Borgatti.
Tra i titolari della gestione degli anni post unitari si possono ricordare i fratelli Corti (1876) e Luigi Piontelli (1884-1894).
Tra il 1894 e il 1897 la gestione del teatro passò in mano all'editore Edoardo Sonzogno. Sul palcoscenico scaligero apparvero in quegli anni opere di compositori francesi (Charles Gounod, Fromental Halévy, Daniel Auber, Hector Berlioz, Georges Bizet, Jules Massenet, Camille Saint-Saëns) e della cosiddetta scuola verista (Pietro Mascagni, Ruggero Leoncavallo, Umberto Giordano). Grande successo ebbero anche le opere di Richard Wagner, che in quegli anni inauguravano spesso la stagione operistica.
Tra il 1881 e il 1884 furono rinnovate le decorazioni degli ambienti al piano terra seguendo un progetto del 1862 degli architetti Savoia e Pirola. Nel 1891, per controllare meglio l'afflusso degli spettatori, furono aboliti i posti in piedi e vennero installate le prime poltrone fisse in platea.
Il 1º luglio 1897, il Comune di Milano, posto di fronte a emergenze sociali e sotto la spinta delle sinistre, decise di sospendere il proprio contributo: la Scala fu costretta a chiudere dal 7 dicembre (anche le scuole di canto e ballo).

### Toscanini alla Scala

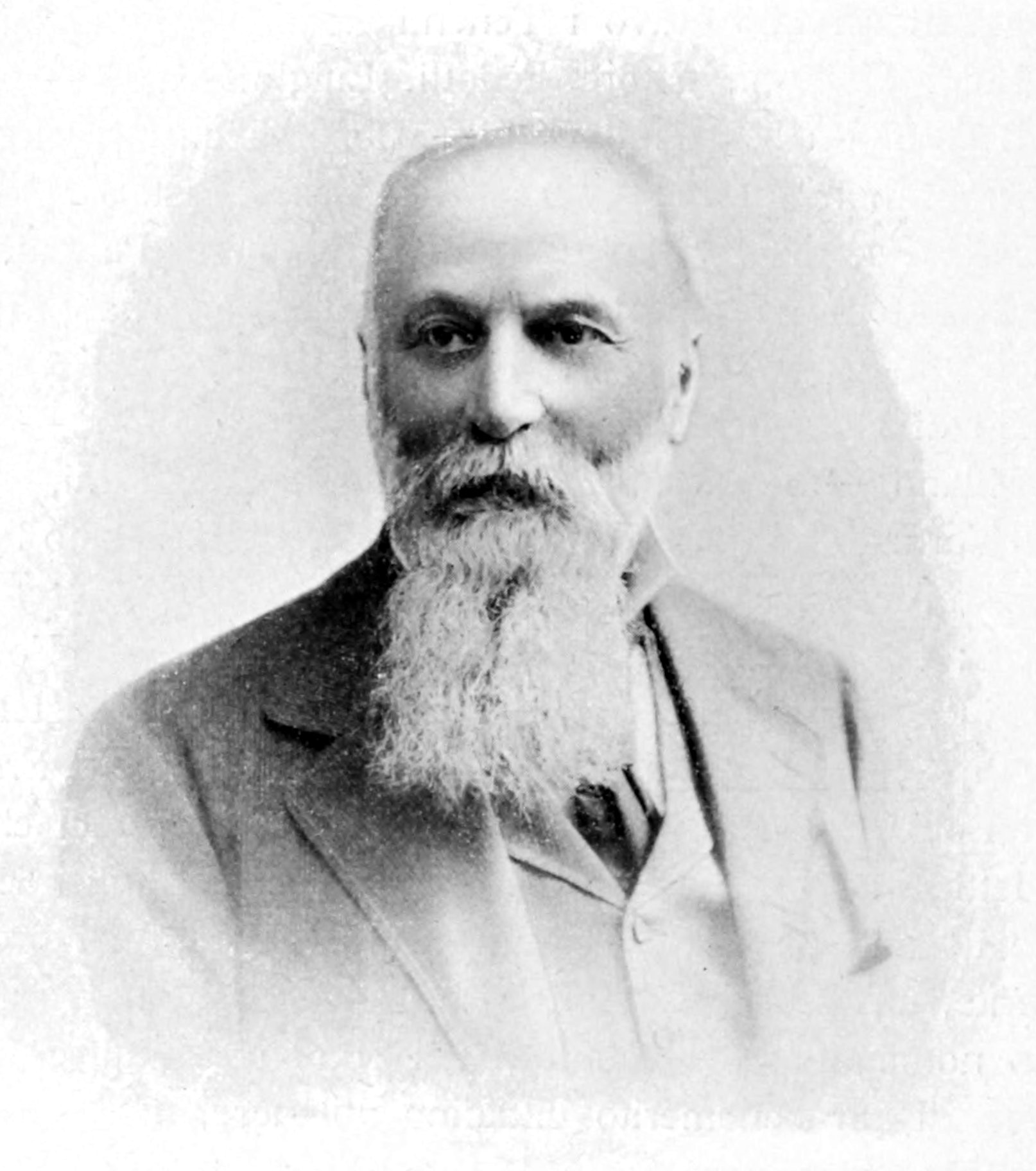
Guido Visconti di Modrone, illustrazione tratta dal libro di Leopoldo Pullè Patria Esercito Re (p. 54 del testo disponibile in Wikisource)

Il teatro riaprì il 26 dicembre 1898 con I maestri cantori di Norimberga diretta da Arturo Toscanini con Angelica Pandolfini, Emilio De Marchi (tenore), Antonio Scotti e Francesco Navarrini grazie alla munificenza di Guido Visconti di Modrone. Riparate con fondi personali le perdite e fondata una Società Anonima, di cui il duca assunse la carica di presidente chiamando Arrigo Boito quale proprio vice, l'attività ricominciò sotto la direzione generale di Giulio Gatti Casazza e la direzione artistica di Toscanini.
Il primo periodo di Toscanini alla Scala fu segnato dal profondo interesse del direttore per Richard Wagner, ma anche per Meyerbeer e Berlioz. Fra i compositori contemporanei, catalizzarono la scena scaligera Mascagni, Franchetti, Boito.
Il 21 aprile 1889, con la prima di Edgar, fece il proprio esordio il giovane Giacomo Puccini, ottenendo un successo cordiale ma non propriamente caloroso. Un clamoroso fiasco fu invece, qualche anno dopo, la prima della Madama Butterfly (1904).
Nel 1900 avviene il successo della prima assoluta di Anton di Cesare Galeotti diretta da Toscanini con Giuseppe Borgatti ed Emma Carelli e nel 1901 un concerto commemorativo per la morte di Verdi diretto da Toscanini con Amelia Pinto, Francesco Tamagno ed Enrico Caruso.

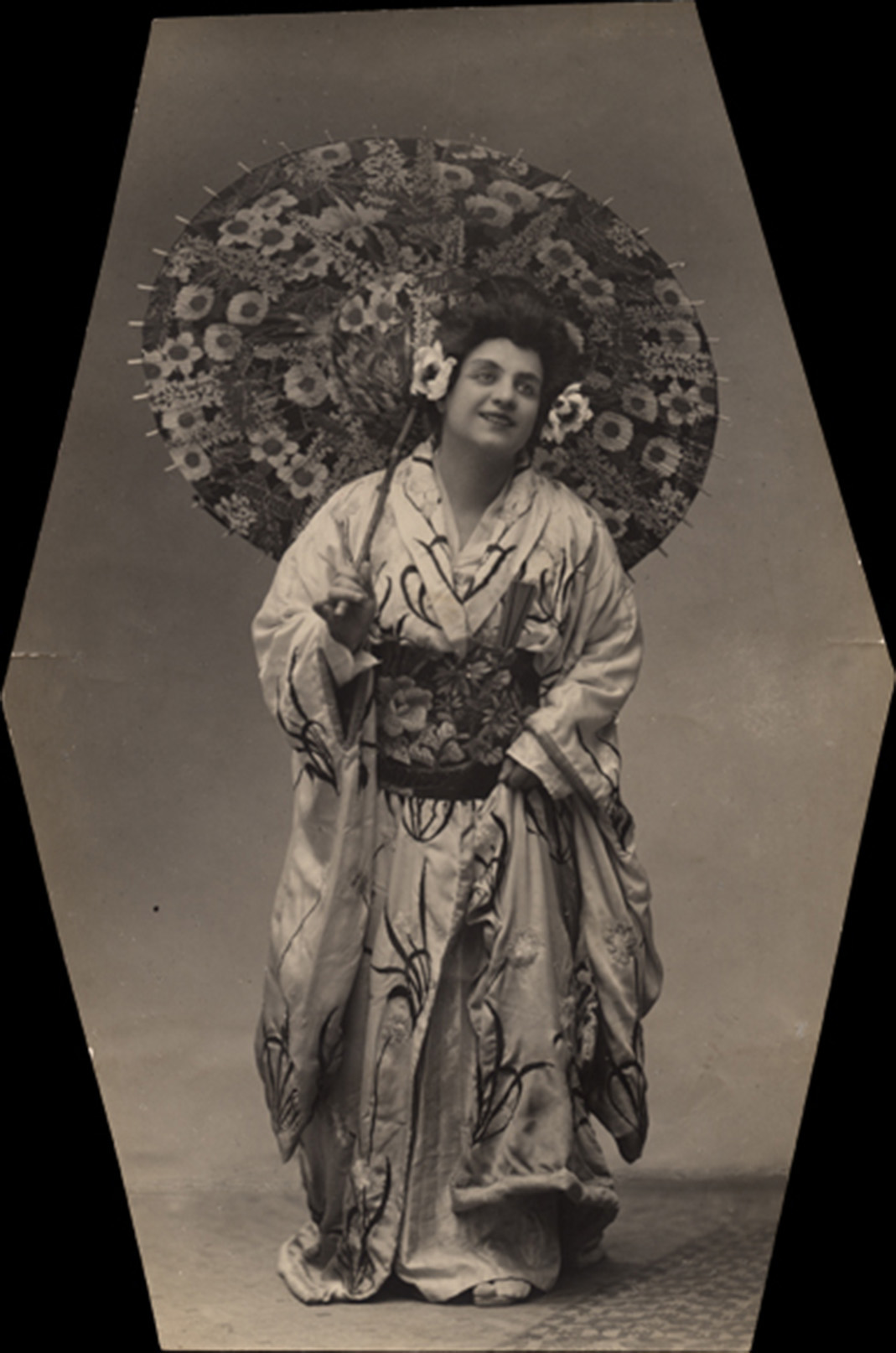
Il soprano Rosina Storchio nell'esordio della Madama Butterfly nel 1904

Prima di mettere in scena le opere dei compositori scomparsi, Toscanini eseguiva un inusuale lavoro di ripulitura e interpretazione, finalizzato a ripristinare parti tagliate o vistosamente modificate nell'orchestrazione, rimuovere tutti quegli accorgimenti che, già a partire dalle prime messe in scena, venivano adottati per sopperire a carenze degli interpreti, correggere veri e propri errori. Tanto più incisivo era l'intervento quanto più famosa e rappresentata era l'opera: un buon esempio è costituito dal lavoro di Toscanini su Il trovatore, messo in scena il 9 febbraio 1902. Quando il maestro decise di sottoporre quest'opera alla necessaria ripulitura, l'editore Giulio Ricordi, titolare dei diritti sul libretto, oppose un netto rifiuto, giudicandolo un intervento arbitrario, e solo la mediazione di Boito permise a Toscanini di portare a termine il proprio lavoro. Nelle pagine della Gazzetta musicale di Milano, l'editore, che continuava a non essere d'accordo, scrisse:
Questo e altri motivi (il contrasto, in parte dovuto a ragioni caratteriali, con Uberto Visconti di Modrone, succeduto nel 1903 al padre Guido, la mancata concessione di un aumento di stipendio, all'epoca nettamente inferiore, ad esempio, rispetto a quello garantito ai cantanti, la divergenza con il pubblico milanese), ma soprattutto il differente modo di concepire i compiti del direttore d'orchestra, visto da Toscanini come il "demiurgo" dello spettacolo, controllore di ogni più piccolo elemento e responsabile dell'unitarietà del lavoro degli strumentisti, cantanti, registi, scenografi, spinsero il maestro a lasciare Milano e l'Italia.
Mentre Toscanini lasciò il teatro il 14 aprile 1903 durante la ripresa di Un ballo in maschera per dissapori col pubblico, Gatti Casazza rimase fino al 1907, anno in cui dispose l'arretramento del palcoscenico per far spazio alla cosiddetta "buca", parzialmente nascosta dalla ribalta. Prima di allora i musicisti e il direttore d'orchestra non avevano un loro posto ma suonavano davanti al pubblico, ostruendo spesso la visibilità dalla platea. Durante le feste mondane l'orchestra suonava invece sul palcoscenico per lasciar maggior spazio alle danze.
Nel 1906 avviene il primo concerto con il pianista Mieczysław Horszowski, nel 1907 il successo della prima assoluta di Gloria di Francesco Cilea diretta da Toscanini con Nazzareno De Angelis, Solomija Ambrosiïvna Krušel'nyc'ka, Pasquale Amato e Giovanni Zenatello, nel 1913 di L'amore dei tre re di Italo Montemezzi diretta da Tullio Serafin con Edoardo Ferrari Fontana, Carlo Galeffi e De Angelis e nel 1914 Abisso di Antonio Smareglia diretta da Serafin con Icilio Calleja, Emilio Bione, Berardo Berardi, Tina Poli-Randaccio e Claudia Muzio.
Nel 1909, il quinto ordine di palchi fu trasformato nell'attuale "prima galleria" per permettere a più spettatori, non proprietari di palchi, di assistere agli spettacoli.

### Ente Autonomo Teatro alla Scala

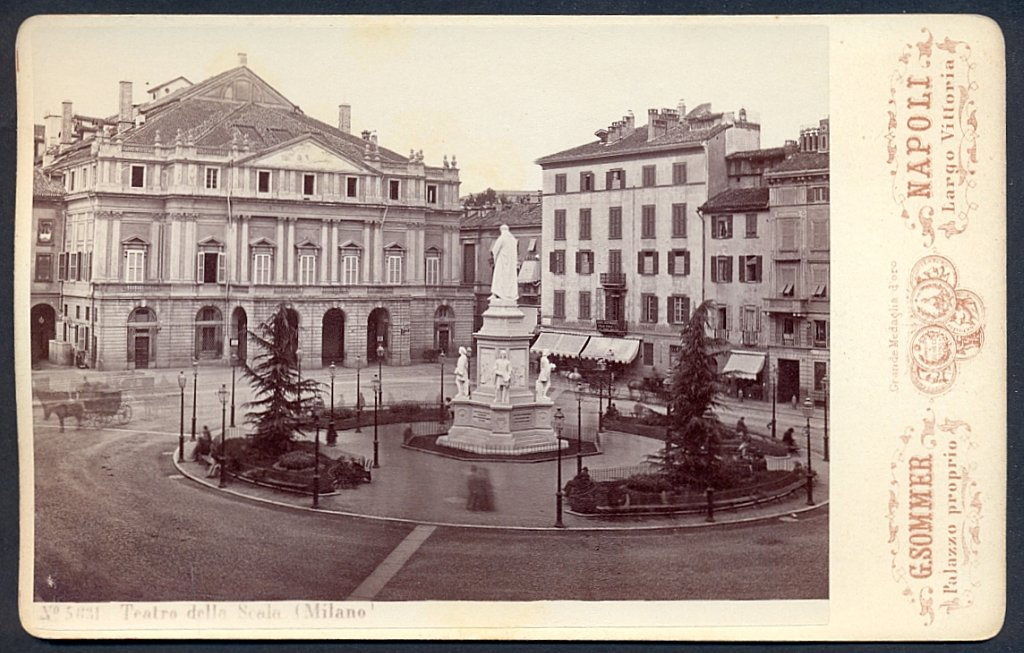
Piazza della Scala nel primo Novecento in una cartolina di Giorgio Sommer

Alla fine del 1918, Visconti di Modrone fu costretto a rinunciare all'incarico per ragioni economiche. Lo stallo di due anni portò a una radicale trasformazione dei criteri di gestione: grazie alla rinuncia del diritto di proprietà sia da parte dei palchettisti sia del Comune, venne fondato infatti l'Ente Autonomo Teatro alla Scala, subito impersonato dal direttore generale Angelo Scandiani. Grazie a sovvenzioni comunali e statali e alle somme raccolte attraverso una sottoscrizione promossa dal Corriere della Sera, il teatro poté finalmente godere di una completa autonomia.
Si deve a Scandiani la costituzione formale dell'orchestra del Teatro alla Scala, i cui musicisti, un centinaio, verranno d'ora in poi scelti secondo rigidi criteri di selezione e assunti con regolari contratti a tempo indeterminato. Alla direzione musicale ancora una volta Toscanini insieme ad Ettore Panizza, promotori di una intensa e straordinaria stagione per il teatro. Il palco scaligero vide avvicendarsi i maggiori cantanti del tempo, tra cui Fëdor Ivanovič Šaljapin, Magda Olivero, Giacomo Lauri-Volpi, Titta Ruffo, Enrico Roggio, Gino Bechi, Beniamino Gigli, Mafalda Favero, Toti Dal Monte, Gilda Dalla Rizza, Aureliano Pertile.
Nel 1929 lo Stato fascista riservò al capo del governo la facoltà di nomina del presidente dell'Ente e impose la partecipazione di un rappresentante del Ministero dell'Educazione Nazionale al consiglio di amministrazione. Di fronte a ciò, Toscanini, portata a termine l'impegnativa tournée a Vienna e Berlino, lasciò la direzione del teatro nel maggio dell'anno successivo e si trasferì a New York. Nel 1931, a seguito di un'aggressione subita a Bologna, schiaffeggiato davanti al Teatro Comunale per essersi rifiutato di eseguire la Marcia reale e Giovinezza, il maestro lasciò definitivamente il paese.
Nel 1932, Luigi Lorenzo Secchi progettò le "scale degli specchi" che collegano il foyer al ridotto dei palchi, anch'esso al centro di importanti lavori nel 1936
Nel 1938 il palcoscenico venne dotato di ponti e pannelli mobili, oltre che di un sistema che permetteva di abbassarne il livello, facilitando il carico delle scene direttamente dal cortile.
Il 26 dicembre 1938 il maestro del coro Vittore Veneziani lascia la Scala per l'esilio a causa delle leggi razziali fasciste.

L'interno del teatro dopo il bombardamento del 1943

Subito dopo la caduta del fascismo, il 25 luglio 1943, comparvero sui muri del teatro manifesti inneggianti al ritorno di Toscanini ("Evviva Toscanini", "Ritorni Toscanini"). L'estate del '43 vide l'acuirsi dei bombardamenti alleati su Milano: il teatro riportò lievi danni dall'incursione avvenuta l'8 agosto, durante la quale gli addetti alla protezione antiaerea riuscirono a spegnere alcuni spezzoni incendiari caduti sul tetto. Nella notte tra il 15 e il 16 agosto la Scala subì un nuovo e ancora più devastante martellamento dall'alto: una bomba incendiaria esplose sul tetto provocando gravi danni alla sala (crollo del soffitto, distruzione dei palchi del sesto e quinto ordine di galleria, gravi danni ai sottostanti e alle strutture di servizio), con il palcoscenico che fu risparmiato solo perché era stato calato il sipario metallico a protezione; nei giorni seguenti altri attacchi colpirono il museo e lato su via Filodrammatici.
"Non potemmo che piangere" ricorda Nicola Benois, scenografo del Teatro, "dall'inizio della guerra facevamo spettacoli per militari e feriti, da quel momento il nuovo grande ferito era La Scala". Su iniziativa dell'assessore alla cultura Achille Magni e con il placet del sindaco di Milano Antonio Greppi, si optò per ricostruire il teatro "com'era e dov'era" prima del conflitto. Fu perciò nominato un commissario straordinario (Antonio Ghiringhelli) che diede avvio ai lavori, guidati dall'ingegnere capo del Comune di Milano Secchi. Quest'ultimo continuò fino al 1982 a sovraintendere alle opere di adeguamento e rinnovo del teatro.

### La ricostruzione e il ritorno di Toscanini
I lavori si protrassero fino al maggio 1946, ma nel frattempo non si cessò di far musica: l'attività scaligera continuò presso il Teatro Sociale di Como, nel Teatro Gaetano Donizetti di Bergamo e, a Milano, nel Teatro Lirico e nel Palazzo delle Scintille.
Il 13 dicembre 1945 per l'inizio della stagione nel Teatro Lirico, il maestro del coro Vittore Veneziani torna alla Scala.
L'11 maggio 1946 alle ore 21:00 "precise", come si legge sul cartellone, Toscanini inaugurò la nuova sala, dirigendo l'ouverture de La gazza ladra, il coro dell'Imeneo, il Pas de six e la Marcia dei Soldati del Guglielmo Tell, la preghiera del Mosè in Egitto, l'ouverture e il coro degli ebrei del Nabucco, l'ouverture de I vespri siciliani e il Te Deum di Verdi, l'intermezzo e estratti dall'atto III di Manon Lescaut, il prologo e alcune arie del Mefistofele. Il "concerto della ricostruzione", che vide tra gli interpreti anche Renata Tebaldi con Veneziani, Mafalda Favero, Giuseppe Nessi e Tancredi Pasero, fu un evento storico per tutta Milano. Come scrisse Filippo Sacchi:

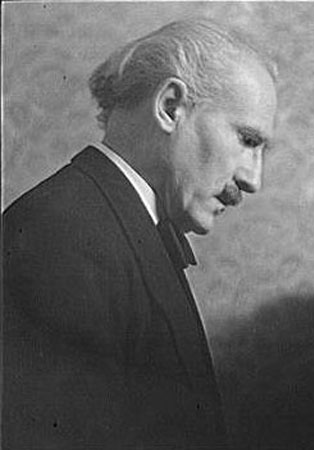
Arturo Toscanini

Dopo una serie di concerti diretti da Toscanini, Klecki e Votto, l'attività operistica riprese il 26 dicembre con il Nabucco.
La gestione di Ghiringhelli, nominato sovrintendente nel 1948, fu contrassegnata tra l'altro dalle partigianerie tra i sostenitori di Maria Callas Meneghini e di Renata Tebaldi: il soprano greco, che era già apparsa in sostituzione della collega italiana in alcune recite di Aida del 1950 diretta da Franco Capuana con Fedora Barbieri, Mario Del Monaco e Cesare Siepi, ottenne il primo trionfo scaligero in occasione dell'apertura della stagione 1951-52 come La Duchessa Elena ne I vespri siciliani diretta da Victor de Sabata con Enzo Mascherini, Boris Christoff, Enrico Campi e Gino Del Signore.
Tra gli eventi più importanti di questo periodo si possono citare il debutto scaligero di Herbert von Karajan in veste di direttore d'orchestra (Nozze di Figaro con Elisabeth Schwarzkopf, Sena Jurinac e Giuseppe Taddei, 1948) e di regista oltre che direttore (Tannhäuser con Gottlob Frick e la Schwarzkopf, due anni più tardi), la rappresentazione de L'anello del Nibelungo (marzo-aprile 1950) diretto da Wilhelm Furtwängler, e della novità di Igor Stravinskij La carriera di un libertino, rappresentato l'8 dicembre dell'anno successivo diretto da Ferdinand Leitner con la Schwarzkopf, Cloe Elmo, Mirto Picchi e Hugues Cuénod.
Mentre la riscoperta delle partiture fu affidata alle bacchette di Thomas Schippers, Gianandrea Gavazzeni, Carlo Maria Giulini, le scelte di regia di artisti come Giorgio Strehler, Luchino Visconti, Franco Zeffirelli, Pier Luigi Pizzi e Luca Ronconi permisero al pubblico di vedere con occhi nuovi i libretti. Tra i grandi coreografi e ballerini impegnati in quegli anni alla Scala si possono invece ricordare Léonide Massine, George Balanchine, Rudol'f Nureev, Carla Fracci e Luciana Savignano.
Nel 1957 avviene il successo della prima assoluta di I dialoghi delle Carmelitane di Francis Poulenc con Scipio Colombo, Nicola Filacuridi, Virginia Zeani, Gianna Pederzini, Gigliola Frazzoni, Eugenia Ratti, Leyla Gencer, Fiorenza Cossotto e Alvinio Misciano diretta da Nino Sanzogno e nel 1958 di Assassinio nella cattedrale (opera) di Ildebrando Pizzetti diretta da Gianandrea Gavazzeni con la Gencer, Picchi, Dino Dondi, Nicola Rossi-Lemeni, Nicola Zaccaria, Lino Puglisi e Campi.
Il 18 febbraio 1957 la Scala ricordò Toscanini, scomparso a New York in gennaio, con un concerto diretto da Victor De Sabata.

### Ente autonomo lirico Teatro alla Scala

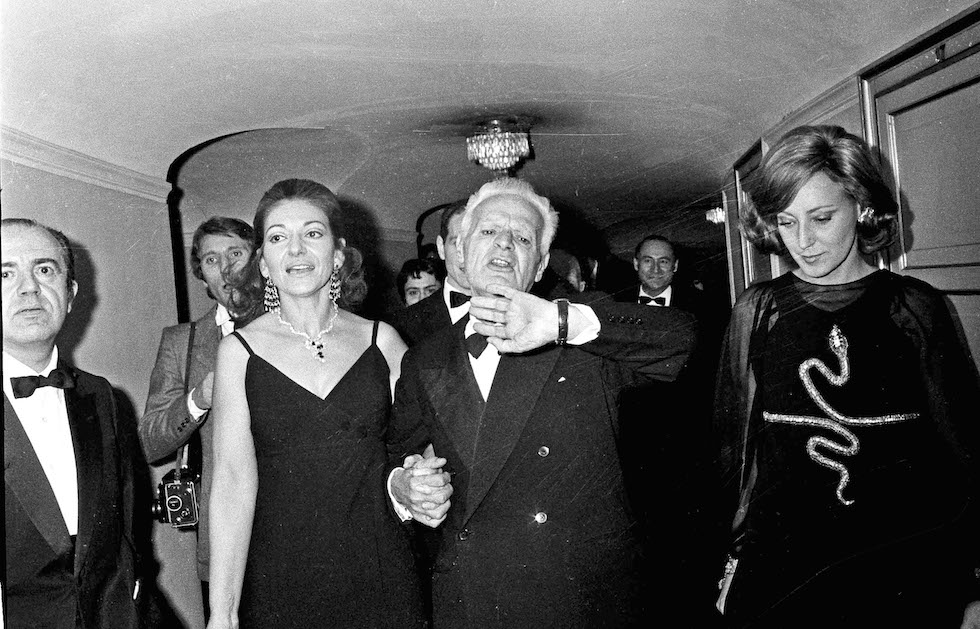
Maria Callas e il sovrintendente Antonio Ghiringhelli alla prima del 7 dicembre 1970

Nell'estate 1967 viene promulgata una legge che riordina lo status dei principali teatri italiani, riconoscendo alla Scala, "ente autonomo lirico", la personalità giuridica di diritto pubblico. Da questo momento in poi il presidente del consiglio d'amministrazione del teatro è il sindaco della città, mentre il sovrintendente è proposto dal Consiglio comunale e nominato dal Ministro per il turismo e lo spettacolo (la competenza è attualmente trasferita al Ministero per i Beni e le Attività Culturali). Al sovrintendente spetta il compito di predisporre i bilanci e, assieme al direttore artistico, nominato dal c.d.a., la stagione scaligera.
Antonio Ghiringhelli, cui va riconosciuto, tra l'altro, il merito di aver risollevato il teatro nella difficile situazione del dopoguerra, fu soprattutto un imprenditore.
Grande influenza ebbe durante la sua gestione la competenza teatrale dei direttori artistici Mario Labroca, Victor de Sabata, Francesco Siciliani, Gianandrea Gavazzeni e Luciano Chailly. Nel 1972 furono nominati il nuovo sovrintendente, Paolo Grassi, uno dei fondatori del Piccolo Teatro, regista ed editore di collane teatrali e il direttore artistico, il pianista e musicologo Massimo Bongianckino.
Nello stesso anno Claudio Abbado, già da qualche anno direttore musicale dell'orchestra, è nominato direttore musicale del teatro.
Sotto questa gestione si è registrato il periodo di maggior produttività del teatro, che metteva in scena quasi 300 rappresentazioni all'anno.
Nel 1976 venne realizzato il meccanismo idraulico che consentì al piano dell'orchestra di essere sollevato fino al livello del palcoscenico.
L'anno successivo si ebbe un nuovo cambio nella gestione: a sostituire Grassi fu chiamato Carlo Maria Badini, già sovrintendente del Teatro Comunale di Bologna, mentre Claudio Abbado prese il posto di Francesco Siciliani, subentrato due anni prima a Bongianckino nella carica di direttore artistico.
Nel 1978 si festeggiò il secondo centenario dalla fondazione del teatro con una stagione in cui spiccarono Verdi (Don Carlo, Un ballo in maschera, I masnadieri, La forza del destino e Il trovatore) e Claudio Monteverdi (L'Orfeo, Il ritorno di Ulisse in patria e L'incoronazione di Poppea). Furono rappresentate anche due novità assolute di Luciano Berio (La vera storia) e di Camillo Togni (Blaubart), L'heure espagnole e L'enfant et les sortilèges di Maurice Ravel, Madama Butterfly e Manon Lescaut di Puccini, Fidelio di Beethoven, Pierrot Lunaire di Arnold Schönberg, Tristan und Isolde di Wagner, Die Entführung aus dem Serail di Mozart e molti balletti, tra cui il Ballo Excelsior.

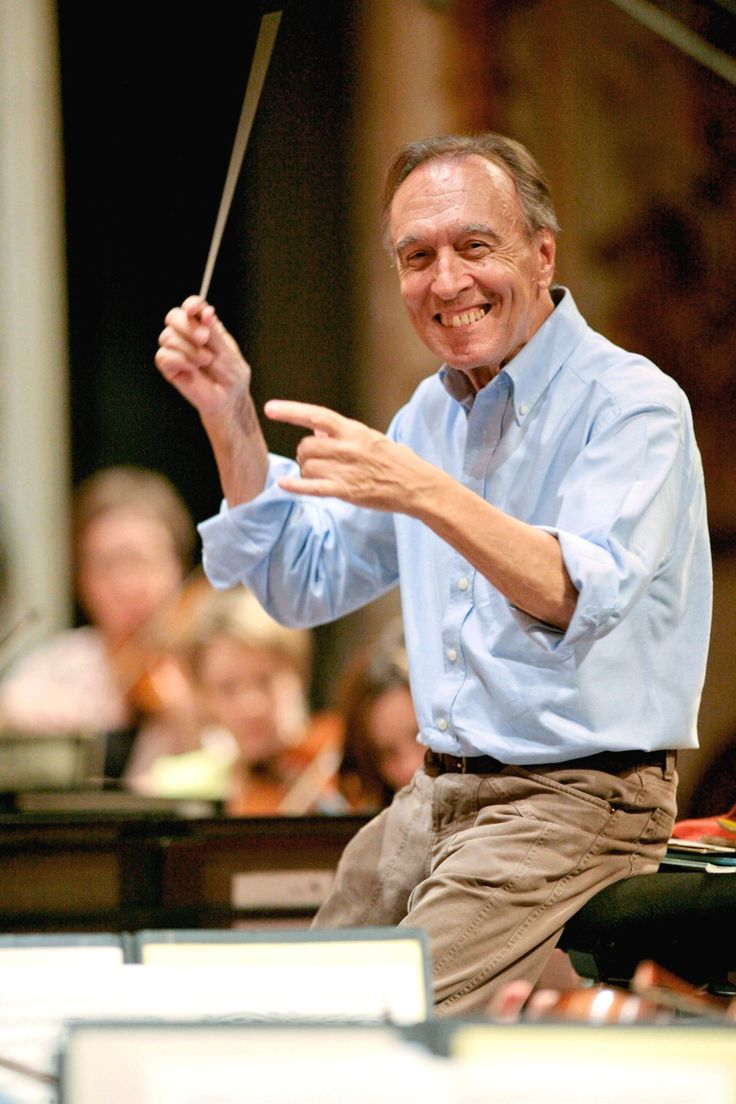
Claudio Abbado

Solo un anno più tardi, nel 1979, Abbado lasciò la direzione artistica, mantenendo però quella musicale.
In tale veste, nel 1982 fondò, sul modello dei Wiener Philharmoniker, la Filarmonica della Scala. Nel 1986, ultimo anno della direzione Abbado, fu promotore di un importante "Omaggio a Debussy", coinvolgendo anche il coreografo Maurice Béjart.
A sostituire Abbado fu chiamato il maestro napoletano Riccardo Muti, il quale promosse una stagione di riscoperta di opere come Lodoïska di Luigi Cherubini, Alceste e Iphigénie en Aulide di Christoph Willibald Gluck, con regie di ricerca e rinnovamento.
Con la nuova gestione di Carlo Fontana, nominato sovrintendente nel 1990, la Scala ha continuato non solo la tradizionale attività, ma ha puntato sulle tournée all'estero (ad esempio il Requiem di Verdi diretto da Abbado prima, da Muti poi, portato, tra l'altro, nella Cattedrale di Notre-Dame a Parigi, o la versione di Falstaff che ha aperto la stagione 1979-80, regia di Giorgio Strehler, scenografia di Ezio Frigerio).

### Fondazione Teatro alla Scala
Nel 1996 fu costituita per legge dallo Stato italiano, dalla Regione Lombardia e dal Comune di Milano, la Fondazione Teatro alla Scala, una fondazione di diritto privato, senza scopo di lucro, con il fine di perseguire la diffusione dell'arte musicale, l'educazione musicale della collettività, la formazione professionale dei quadri artistici e tecnici [...] la ricerca e la produzione musicale, anche in funzione di promozione sociale e culturale. Ai "fondatori di diritto" può aggiungersi qualsiasi soggetto, pubblico o privato, straniero o italiano, che concorra alla formazione del patrimonio della fondazione con un contributo minimo fissato dallo statuto.
Il nuovo statuto ha anche permesso l'apertura della sala del Piermarini ad attività commerciali e finanziarie.

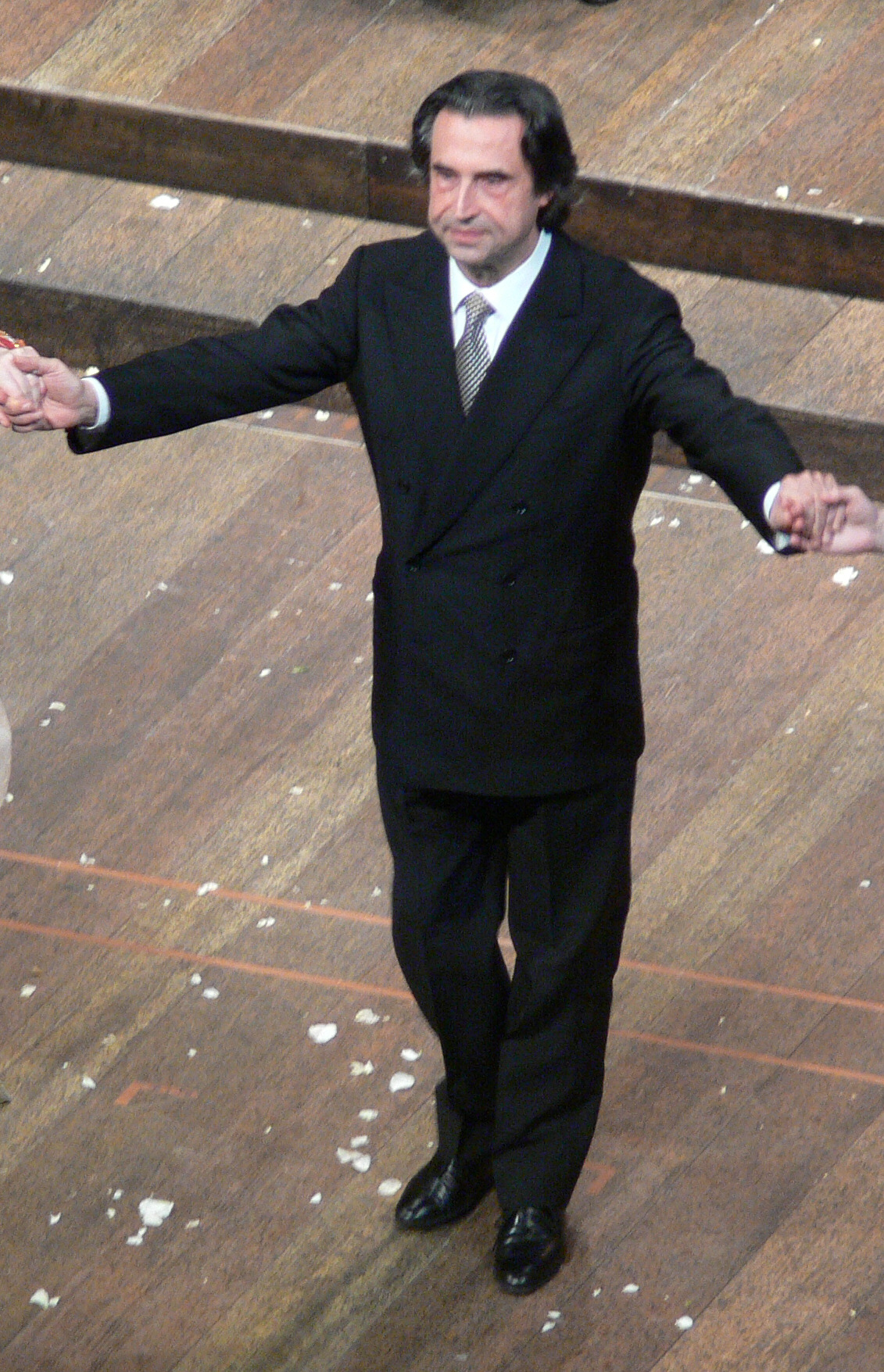
Riccardo Muti

Importanti lavori interessarono l'edificio dal gennaio 2002 al dicembre 2004 che ha affrontato il più profondo intervento di restauro dell'edificio storico e di modernizzazione del palcoscenico dalla fine della seconda guerra mondiale. In questo periodo il Teatro degli Arcimboldi, nel quartiere decentrato della Bicocca, sorto sull'Area ex Pirelli, diventa il palcoscenico della Scala. Il teatro rinnovato venne ufficialmente restituito al pubblico il 7 dicembre con la rappresentazione della stessa opera che fu commissionata per l'inaugurazione della Scala nel 1778, L'Europa riconosciuta, di Antonio Salieri, fortemente voluta dal direttore musicale Riccardo Muti.
Dopo poco più di un anno, complesse polemiche videro l'allontanamento di Muti e la nomina, il 2 maggio 2005, del sovrintendente Stéphane Lissner, già direttore del Festival di Aix-en-Provence (è il primo sovrintendente non italiano nella storia della Scala). Daniel Barenboim, dopo l'esordio, il 7 dicembre 2007, con Tristano e Isotta di Richard Wagner, venne nominato direttore musicale nel 2011, mantenendo allo stesso tempo la direzione dell'Opera di Stato di Berlino. Accanto a giovani direttori come Daniel Harding e Gustavo Dudamel, Lissner riportò alla Scala, il 30 ottobre 2012, Claudio Abbado, assente dal teatro milanese da ventisei anni. Innovative e talvolta discusse sono state le scelte di regia (Robert Carsen, Emma Dante, Claus Guth, Nikolaus Lehnhoff). Nell'ottobre 2012 vengono confermate le voci circa l'addio di Lissner, che dal 2015 passa all'Opéra National de Paris. Gli succederà Alexander Pereira. Sempre dal 1º gennaio 2015, a Daniel Barenboim succede Riccardo Chailly. Nel 2020 Dominique Meyer diviene il nuovo Sovraintendente del Teatro alla Scala.
Nel 2023 Paolo Conte è il primo cantautore della storia ad esibirsi alla Scala.

## Architettura
(Stendhal, Roma, Napoli e Firenze, in data 26 settembre 1816)

### Facciata

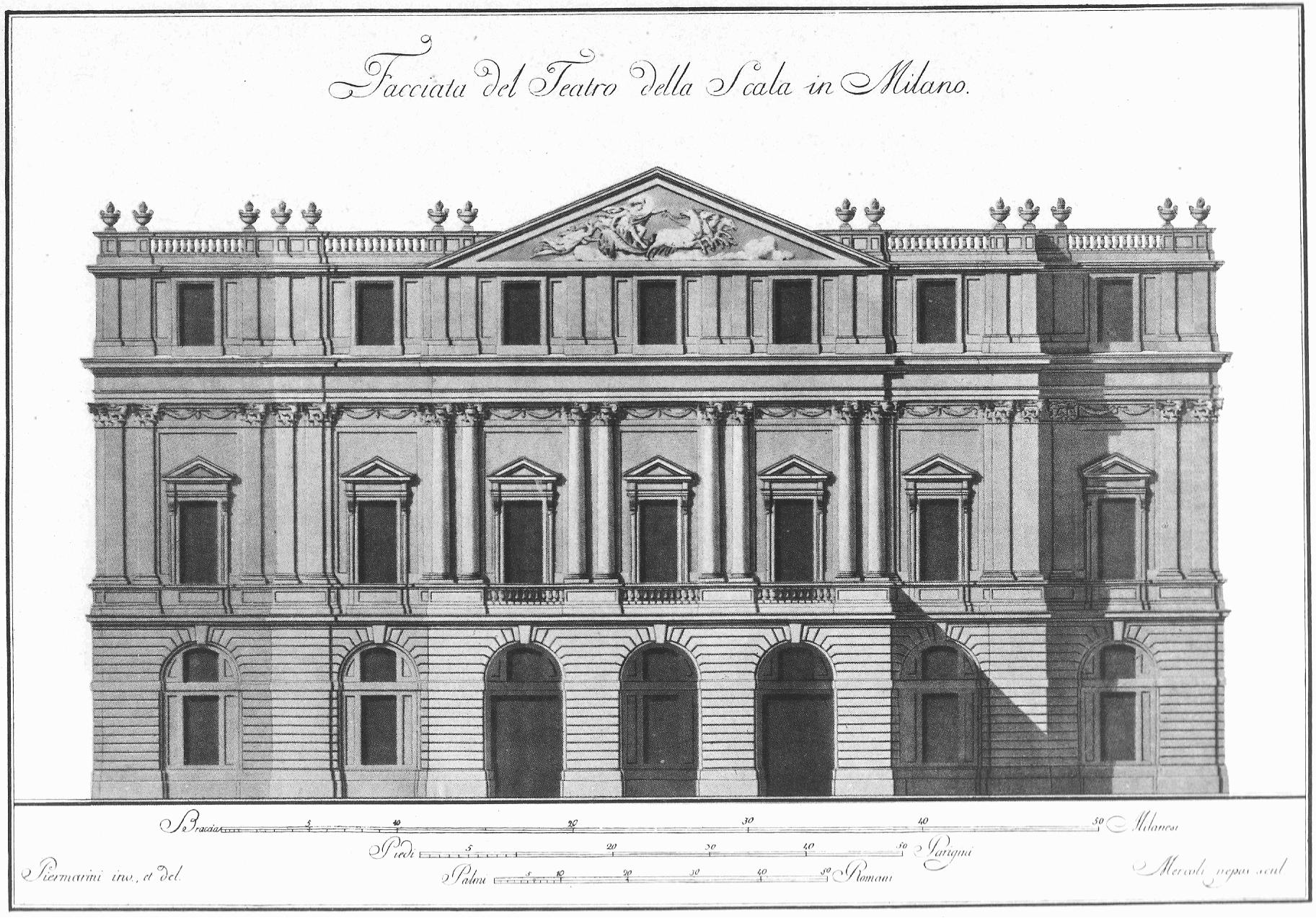
La facciata del teatro nell'incisione in rame di Gaetano Mercoli (1789)

Gli elementi architettonici che caratterizzano la facciata includono il timpano, le lesene e le semicolonne visibili quando il teatro sorgeva su una lunga e stretta strada, successivamente, dopo la costruzione della piazza antistante, diventano meno evidenti, poiché la prospettiva angolare lascia il passo al punto di vista centrale.
Con portico e terrazza aggettanti il teatro è una costruzione funzionale con emiciclo interno per la diffusione dei suoni.
I caratteri stilistici del Piermarini si possono riassumere nella sobrietà della struttura e degli elementi decorativi usati con rapporti modulari.
La facciata principale è la parte del teatro che ha subito, rispetto al progetto originario, il minor numero di modifiche. L'unica aggiunta è stata quella dei due piccoli corpi laterali sormontati da terrazzi (1835), i quali, se alterano lievemente la visione laterale rompendo la scansione dei tre diversi volumi della facciata, fanno salva la percezione frontale. L'aspetto più innovativo del progetto è sicuramente la galleria che l'architetto antepone agli accessi del teatro. Un tempo era possibile, grazie a questo accorgimento, arrivare a pochi metri dall'ingresso, e al coperto, con la carrozza.
I piani sono scanditi da cornicioni e dal diverso rivestimento murario. Al piano terreno e al mezzanino, su un basso bugnato si aprono sette arcate cieche, intonacate di chiaro come le superfici dei piani superiori. Originariamente le porte di accesso al teatro erano solo due, in corrispondenza delle arcate laterali della galleria. All'interno delle altre cinque aperture si aprivano, invece, altrettante finestre. Oggi, ogni fornice ospita un portone, sormontato dalle finestrelle arcuate del mezzanino. In corrispondenza dei piedritti delle arcate corre un corso di blocchi più sporgenti. Sporgente è anche il concio.

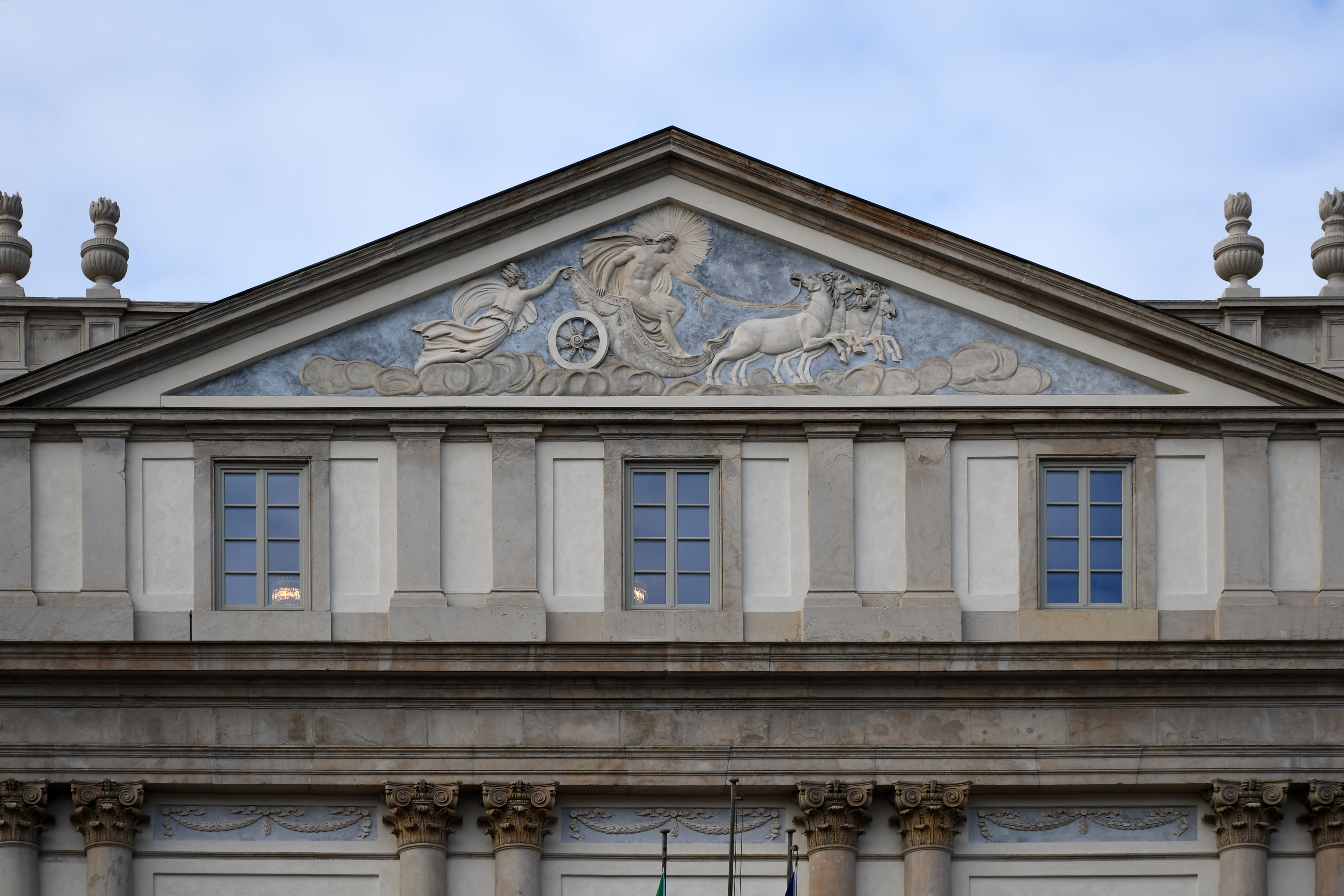
Particolare del timpano col bassorilievo di Giuseppe Franchi

Sopra alla galleria e ai corpi aggiunti dal Pestagalli, un parapetto a balaustra, il cui disegno è ripreso anche come zoccolo per le semicolonne e le lesene corinzie che scandiscono il ritmo dei diversi volumi al primo piano. In corrispondenza del terrazzo, in mezzo alle quattro coppie di semicolonne, si aprono tre porte timpanate. Sulla parete del volume intermedio e sui terrazzi laterali si aprono altre quattro luci, sempre decorate da timpani triangolari, due a destra e due a sinistra. In corrispondenza dei capitelli corre un fregio spezzato a festoni in stucco. Al di sopra corre un'importante trabeazione su cui poggiano le basi delle basse lesene e le cornici delle aperture dell'odierno ridotto delle gallerie.
Corona il prospetto, in corrispondenza della galleria delle carrozze, un timpano decorato, sempre su disegno del Piermarini, a bassorilievo in stucco da Giuseppe Franchi. Il soggetto è l'allegoria de Il carro del Sole inseguito dalla Notte (altrove detto Il carro di Apollo o di Fetonte). Ai due lati una balaustra interrotta, in corrispondenza delle sottostanti lesene, da parapetti ciechi decorati da vasi fiammati.
Per il bugnato fu scelto il granito di Baveno, di color grigio-rosa; per i parapetti, lo zoccolo del primo piano, le lesene, le colonne, la trabeazione che corre su queste, i timpani di tutte le finestre e la cornice del grande timpano triangolare, la pietra di Viggiù, un'arenaria di colore grigio paglierino, e la pietra Gallina.
L'architetto concepì la facciata principale per la visione di scorcio, giacché il teatro si trovava in origine in una contrada relativamente stretta.
La visione frontale, e il curioso effetto del timpano sormontato da coppi, si è resa possibile a seguito dell'apertura di piazza della Scala, nel 1857.

### Interno

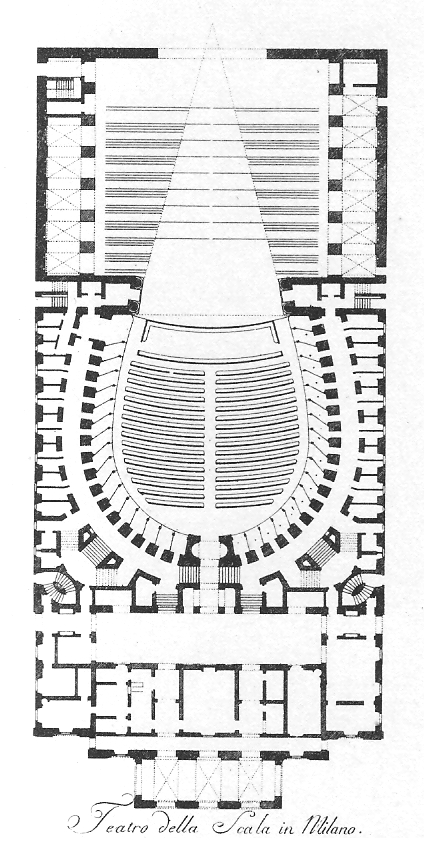
La pianta del teatro nell'incisione in rame di Gaetano Mercoli (1789)

#### Foyer
La decorazione neoclassica e la stessa disposizione degli ambienti al piano terreno non sono quelle previste dal Piermarini. Originariamente, passato uno stretto corridoio parallelo alla facciata, analogo a quello attuale, si accedeva a due ambienti oblunghi. Sul lato esterno di quello di sinistra si trovavano il «camerino dei biglietti», la «camera per gli impresari» con l'attigua «camera per gli accordi», l'alloggio del custode. Sul lato esterno di quello di destra, il locale per il corpo di guardia con il «camerino per l'ufficiale» e la «bottega del caffè» per la platea. Al centro, una sala di transito dove il pubblico attendeva l'arrivo delle carrozze. Percorsi fino al fondo i due corridoi, si entrava nell'atrio, o «vestibolo per la servitù», oblungo e non molto ampio, e finalmente, attraverso tre porte, nella sala. Sempre da qui si accedeva ai palchi, grazie a un duplice sistema di scale, e a due «botteghe per chincaglierie».

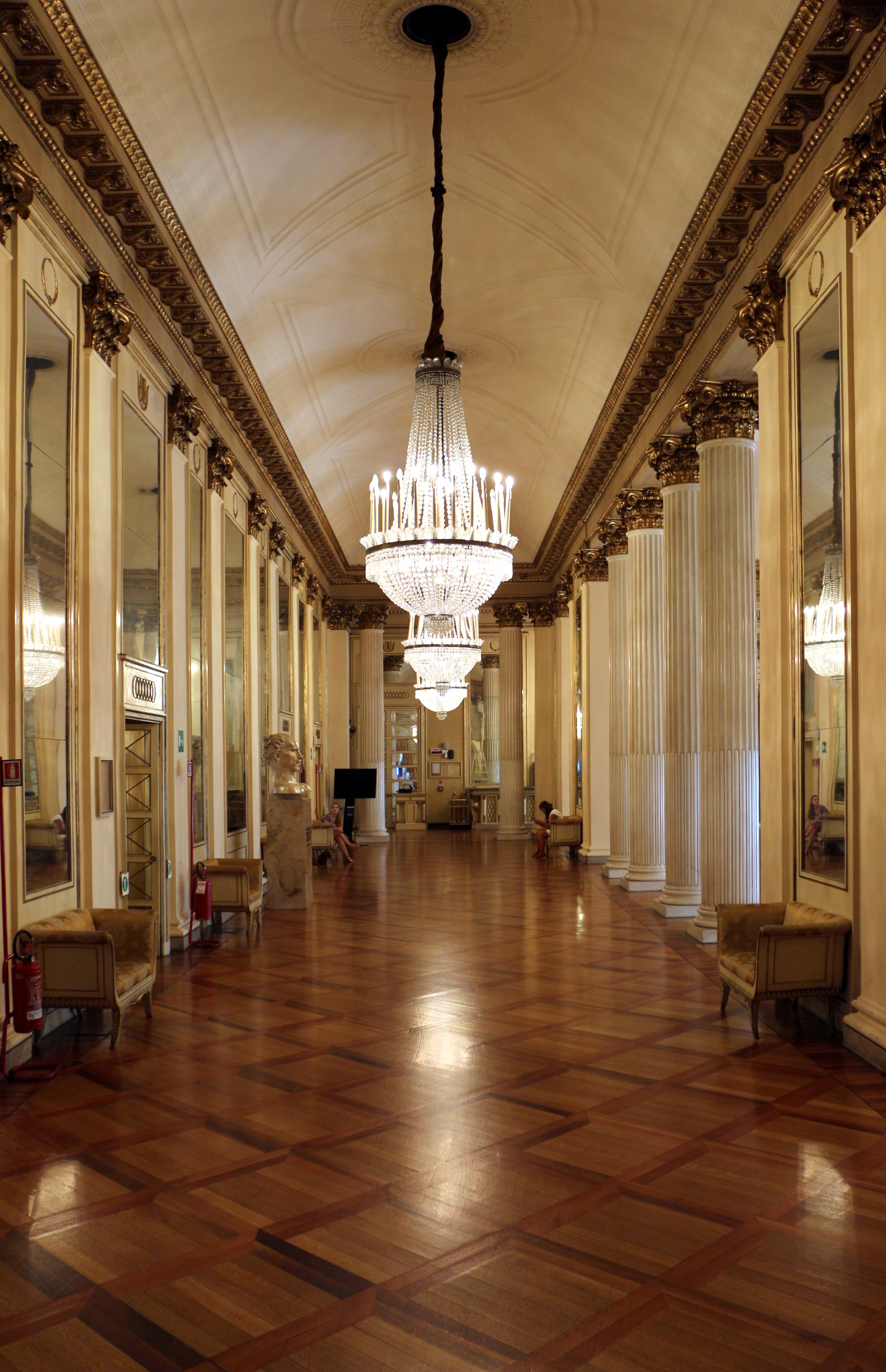
Panoramica del ridotto dei palchi

Tra il 1881 e il 1884 furono rinnovate le decorazioni di questi ambienti seguendo i disegni di ornato previsti in un progetto del 1862 degli architetti Savoia e Pirola. Oggi, varcata la soglia di uno dei cinque portoni centrali (i due laterali danno accesso ad altrettanti ambienti minori ricavati nei corpi aggiunti nel 1835) si accede a un ambiente, coperto da una volta a botte, lungo quanto l'originale corpo aggettante della facciata, assai stretto e basso. Da qui altrettante porte introducono nel foyer della platea e dei palchi. L'ambiente è diviso, parallelamente alla facciata, da una fila di sei alte colonne in marmo. Le pareti sono decorate a stucco con paraste che sorreggono fregi e una ricca trabeazione in parte dorata. Diversi specchi riflettono la luce dei lampadari di cristallo che pendono dalle volte.
Sul fondo, l'ampio varco centrale dà accesso, tramite una breve rampa tripartita da due colonne, alla platea. A destra e a sinistra, due coppie di varchi più piccoli conducono tramite alcuni scalini ai corridoi dei palchi (quelli centrali) e ai guardaroba della platea (quelli laterali). Nelle pareti laterali dell'atrio si aprono quattro porte: le prime comunicanti a destra e a sinistra, rispettivamente, con il buffet degli spettatori della platea, e con il bookshop, mentre le seconde con le "scale degli specchi" che danno diretto accesso ai ridotti dei palchi e delle gallerie.

#### Sala
Il Piermarini, nel progettare la Scala, si ispirò al teatro di corte della reggia di Caserta di Vanvitelli e al Teatro San Carlo di Napoli. La sala si presenta a forma di ferro di cavallo impreziosita da decorazioni di gusto neoclassico.
Fino al bombardamento del 1943 si era conservata la struttura originaria della volta, costituita da uno spesso strato di intonaco pressato su "bacchette", strisce larghe circa cm ricavate da tondelli di castagno non del tutto essiccati e lasciati a macerare nell'acqua, inchiodate a centine in legno di pioppo. Queste erano a loro volta appese mediante sottili tiranti in legno ai travettoni appoggiati sulle grandi capriate poste a sostegno delle falde del tetto. Questo sistema, quasi un controsoffitto, è stato per certi versi ripreso nel Teatro degli Arcimboldi, dove il soffitto che vede lo spettatore è in realtà composto da pannelli riflettenti rivolti verso la platea e fonoassorbenti rivolti verso l'orchestra.

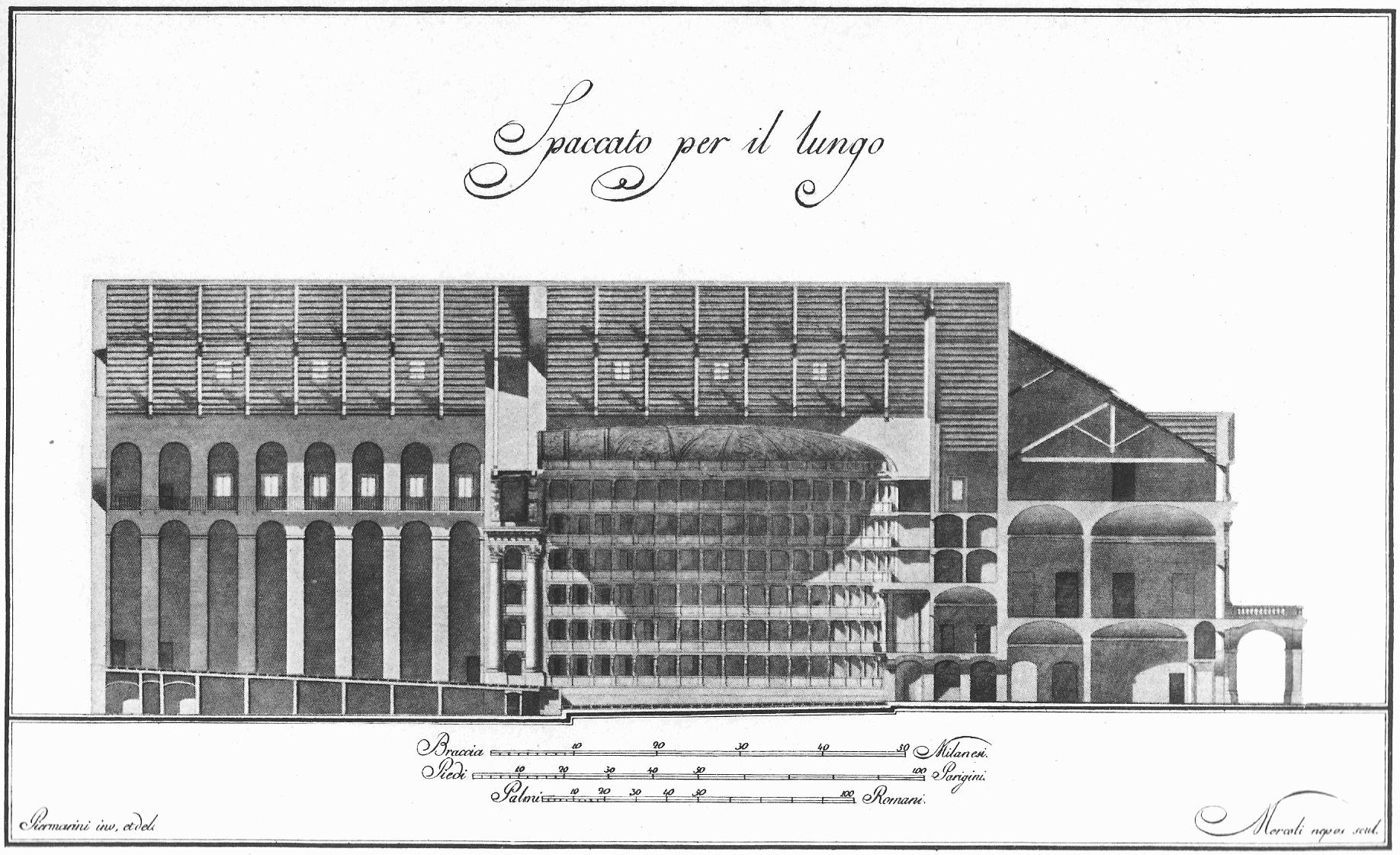
"Spaccato per lungo", dal progetto originale (1789)

La semplice volta della sala era intonacata, come pure le pareti dei quattro ordini di palchi e le quattro grandi colonne che racchiudono i palchi di proscenio. La sala appariva all'origine in modo molto diverso da quanto si vede oggi: numerosi sono stati gli interventi, tra cui quello curato da Luigi Canonica (1808) e quello dello scenografo Alessandro Sanquirico (1830), ammirabile nel suo complesso ancora oggi.
Il boccascena è di 16 × 12 m (identico a quello del teatro degli Arcimboldi, il quale è infatti stato costruito in modo tale che le scene possano passare da un teatro all'altro). L'originario sipario in tela dipinta che si apriva a caduta è stato sostituito dall'attuale in velluto cremisi, con apertura all'imperiale, riccamente decorato a ricami in oro. Nella parte superiore troneggia lo stemma del Comune di Milano. Sopra il boccascena, un orologio che indica l'ora (numero romano) e i minuti (numeri arabi, scanditi a intervalli di tempo di cinque minuti) è sorretto da due grandi figure femminili in basso rilievo.
Il palcoscenico, originariamente in assi di pioppo solcato dalle guide per i pannelli mobili delle scene, aveva dimensioni ragguardevoli (oltre 30 m di lunghezza e quasi ventisei di larghezza) e si prolungava un tempo nella sala fino oltre il proscenio, nello spazio oggi occupato dalla buca d'orchestra. In base al progetto iniziale avrebbe dovuto avere non sei ma sette campate, ridotte in corso d'opera a causa di difficoltà nell'acquistare i terreni necessari. Lunghi ballatoi permettevano ai macchinisti di manovrare le scene.

Da destra: vista globale della sala, con palchi, platea, fossa e palcoscenico

L'orchestra suonava fino agli inizi del XX secolo allo stesso livello della platea, dalla quale era separata grazie a un'"assata in pendio" che poteva essere rimossa in occasione delle feste da ballo. L'attuale fossa fu costruita all'inizio del Novecento.
I colori dominanti della decorazione attuale sono l'oro e l'avorio. I decori, medaglioni e motivi floreali e zoomorfi, sono realizzati in cartapesta dorata applicata sul legno laccato color avorio dei parapetti. Le colonnine che separano un palco dall'altro sono un po' arretrate e le pareti stesse dei singoli palchi sono direzionate in modo da permettere una migliore visuale anche dai palchi più laterali. Le tappezzerie alle pareti sono state uniformate in damasco cremisi. Del tutto simile è l'aspetto dalla platea delle due gallerie. Anche l'attuale seconda galleria, nel progetto del Piermarini pensata quale unico loggione, si offriva alla vista in modo identico ai cinque ordini di palchi sottostanti, ma aveva in realtà un soffitto a volta.
Dalla volta, decorata a grisaille, pende il grande lampadario donato dai maestri vetrai di Murano dopo la seconda guerra mondiale.

#### Palchi e gallerie
I sei livelli sono oggi organizzati in quattro ordini di palchi e due gallerie.
I primi tre ordini contano trentasei palchi, diciotto a destra e diciotto a sinistra, numerati in ordine crescente a partire dal proscenio; il quarto ordine ne conta invece trentanove, giacché tre palchi occupano lo spazio che negli ordini sottostanti è riservato al palco reale. Su entrambi i lati del proscenio si affacciano ulteriori quattro palchi di proscenio, corrispondenti ai primi quattro ordini.

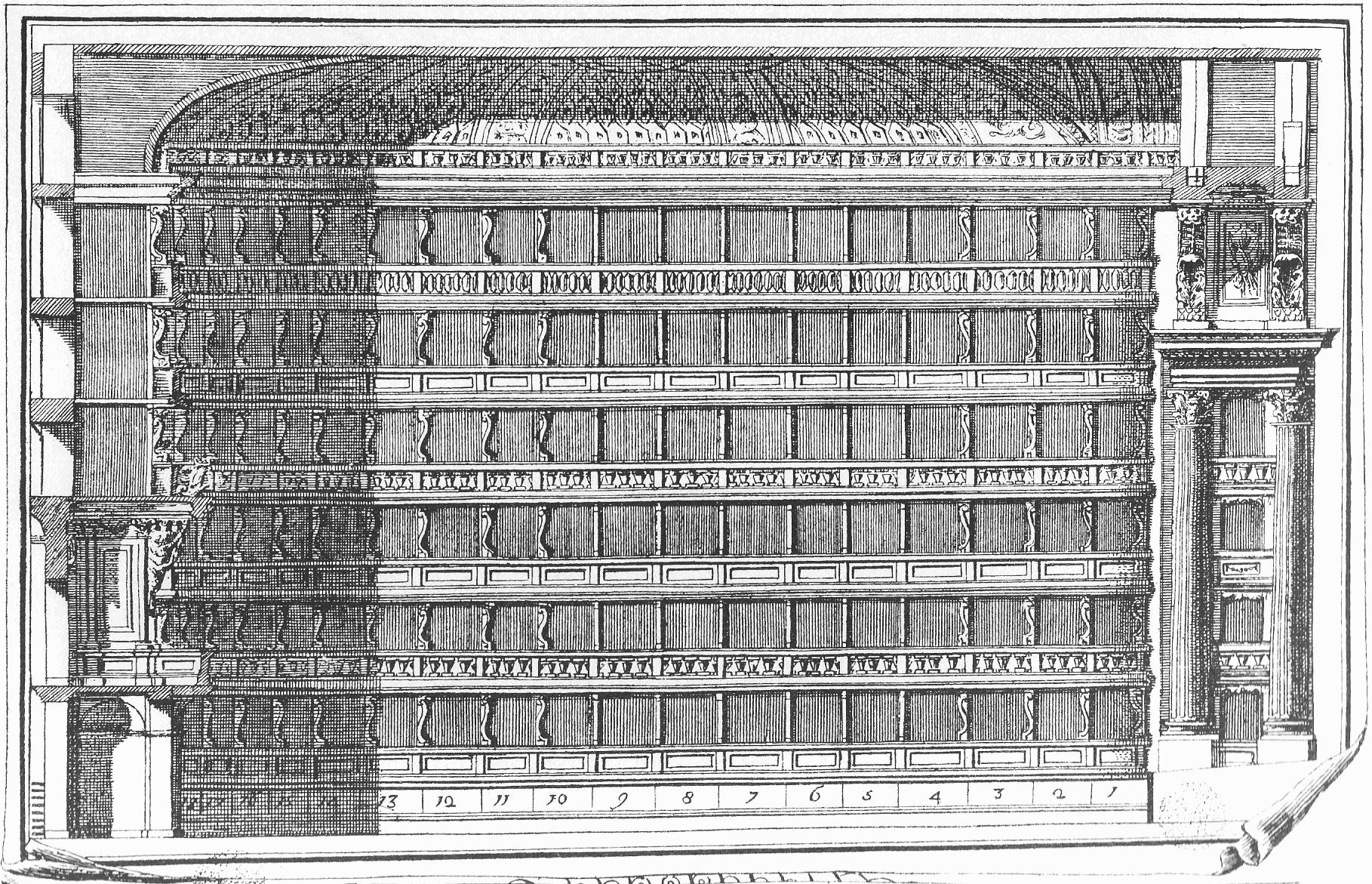
Spaccato della sala nell'incisione di Mercoli (1789)

I palchi e i retrostanti camerini erano un tempo decorati dai singoli proprietari con tappezzerie di differenti colori, tappeti, mobili, specchi e sedie di loro scelta.
In base a un inventario del 1790 siamo a conoscenza della stoffa prevalentemente scelta per le pareti dei palchi, una «tela di Vienna, a fondo bianco, rosso, celeste, a righe, su cui sono sparsi o s'intrecciano rami o s'inviluppano fantasiose composizioni alla cinese; la tendenza classicheggiante è rappresentata da tappezzerie a "musaico"». Fu deciso che solo le tinte e l'andamento delle mantovane dovessero essere uniformi, di color rosso, e, a differenza di quanto avviene oggi, in foggia tale da poter isolare completamente il palco dalla sala.
In occasione dei lavori di rinnovo del 1830, fu deciso, su indicazione del Sanquirico, di adottare un nuovo colore e una nuova foggia, così descritti in una lettera del 6 agosto di quell'anno: «un solo piegone candente nel mezzo e due code laterali, di un solo colore, quello celeste». Il modello delle nuove cortine, da riprodursi a cura dei proprietari dei singoli palchi, fu messo in opera nel palco in uso all'I.R. Comando Militare (il numero 16 del primo ordine) e, per i palchi di proscenio, in quello del governatore, il conte Francesco di Hartin. Nel 1838 furono rinnovate le dorature, i panneggi e il restauro delle decorazioni, ma, come si deduce da una lettera di Franz Liszt (che vi tenne due concerti pianistici nel febbraio 1838 e uno in settembre), i tendaggi non mutarono colore.
Nel 1844, tutti i panneggi del teatro divennero «cedrone», un verde brillante, con l'eccezione del palco reale, il cui predominante color rosso cremisi fu scelto come tradizionale insegna di potere.
Una tra le importanti trasformazioni che seguirono all'istituzione dell'Ente Autonomo, fu l'uniformazione della decorazione dei palchi. Il compito fu affidato nel 1928 all'architetto Giordani, il quale decise di rivestirli uniformemente con un damasco rosso di seta con decorazioni in stile impero. I tendaggi tornarono a essere color cremisi, rifiniti con gocce e pigne dorate. Nel 1988, i damaschi di seta furono sostituiti con una stoffa di disegno abbastanza simile, ma in fibra sintetica ignifuga. Nel corso degli ultimi lavori di restauro è stato nuovamente posato del damasco di seta, sempre di colore rosso, tra il rubino e il granato antico.
I seguenti palchi hanno mantenuto la loro decorazione originaria, in modo totale o parziale; in alcuni casi si può trattare solo di un soffitto affrescato, in altri di specchi o stucchi:
- Primo Ordine:
  - Palco di proscenio a sinistra;
  - Palco 5 a sinistra.

- Secondo Ordine:
  - Palco di proscenio a sinistra;
  - Palchi 1, 2, 7, 8, 9, 12, 13, 14, 15, 16 a sinistra;
  - Palco 17 a destra

- Terzo Ordine:
  - Palco 16 a sinistra.
- Il quarto ordine, gravemente danneggiato dal bombardamento, non conserva alcuna decorazione.

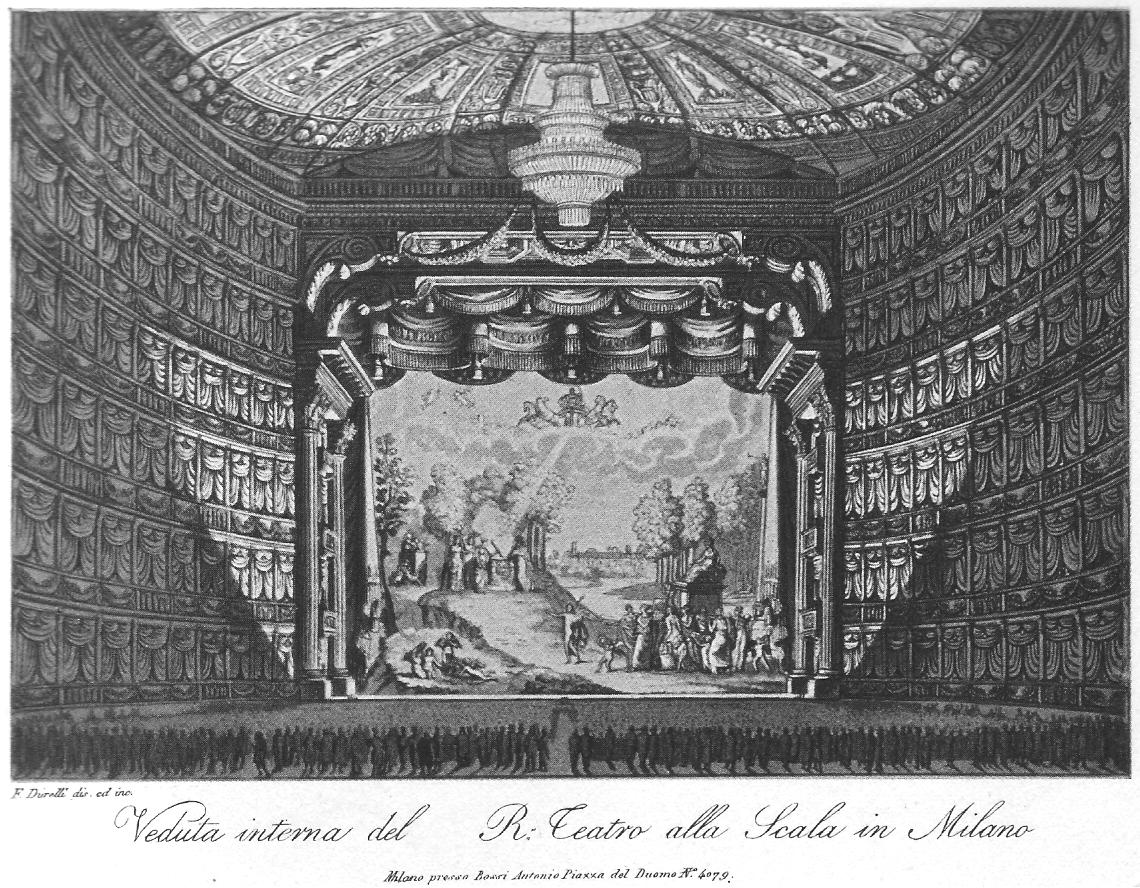
La sala nel 1824
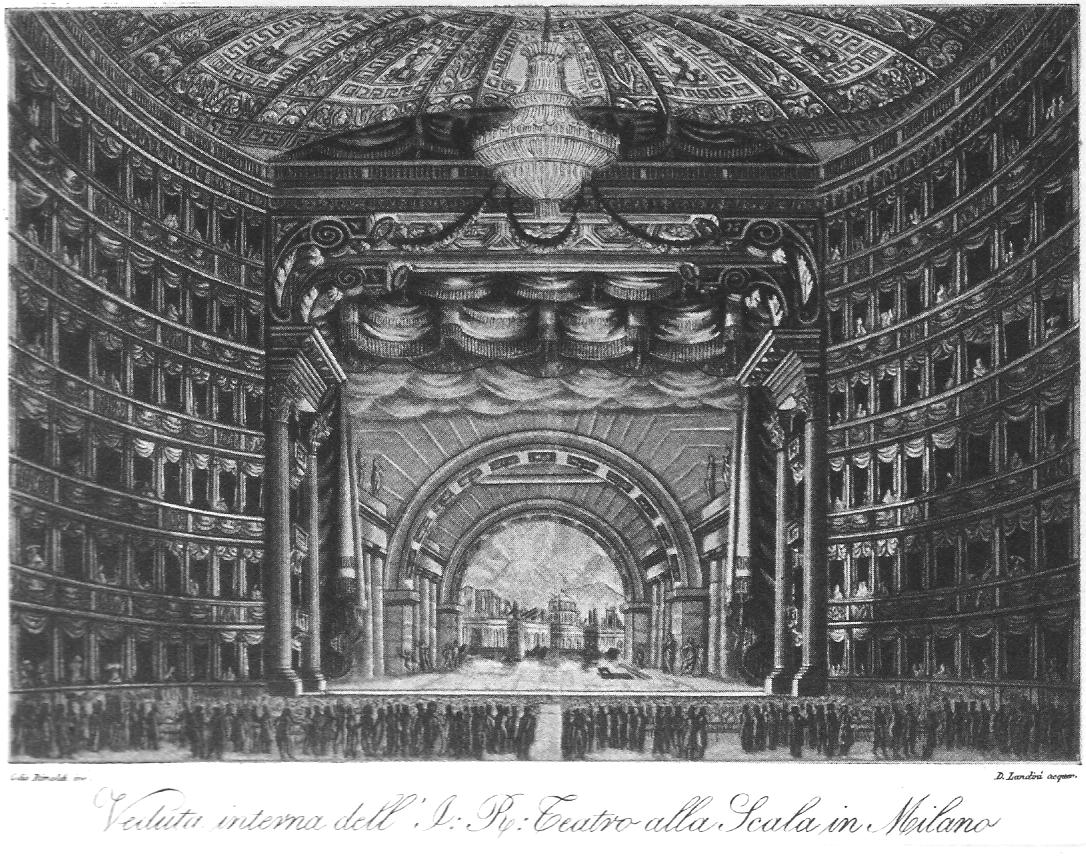
La sala nel 1827, scene di Alessandro Sanquirico per L'ultimo giorno di Pompei di Giovanni Pacini
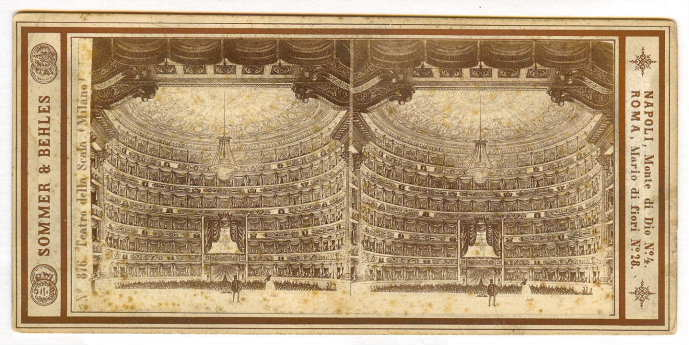
La sala vista dal palcoscenico in una stereografia di Giorgio Sommer del 1869
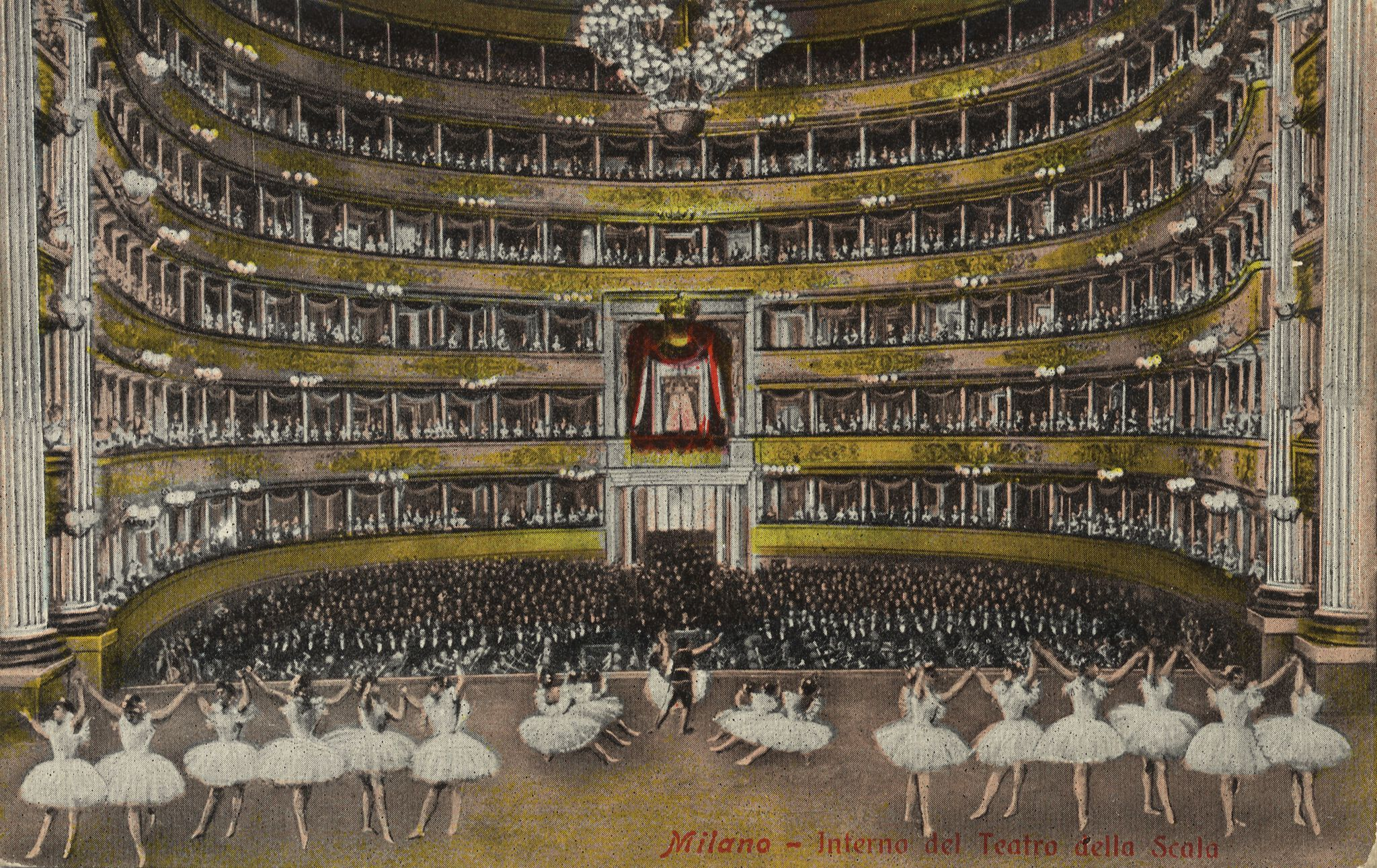
La sala vista dal palcoscenico in una cartolina dei primi anni del Novecento

#### Scale e corridoi
Un complesso sistema di scale a più rampe (dette «a tenaglia») collega il foyer con i corridoi di accesso ai palchi. Nei primi tre ordini i corridoi dei palchi di destra e di sinistra non sono comunicanti a causa del volume del palco reale, cui si accede dal secondo ordine tramite un ampio vestibolo. Sui corridoi si aprono sia le porte dei camerini, oggi utilizzati come guardaroba per gli spettatori dei singoli palchi, sia quelle di accesso ai palchi. Varcata questa prima porta in legno laccato, per accedere alla sala è necessario aprire una seconda anta ricoperta di velluto.
La cromia prevalente delle pareti dei corridoi e delle scale è giallo/arancio, mentre le zoccolature sono nere. Sulle pareti delle scale d'accesso al primo ordine, invece, il marmorino è grigio-verde con la fascia verticale in prossimità del corridoio gialla, in continuità con la tinta delle pareti di quel piano. I pavimenti dei palchi sono oggi in cotto, lo stesso materiale previsto da Piermarini, i corridoi e i pianerottoli delle scale sono invece in terrazzo veneziano.

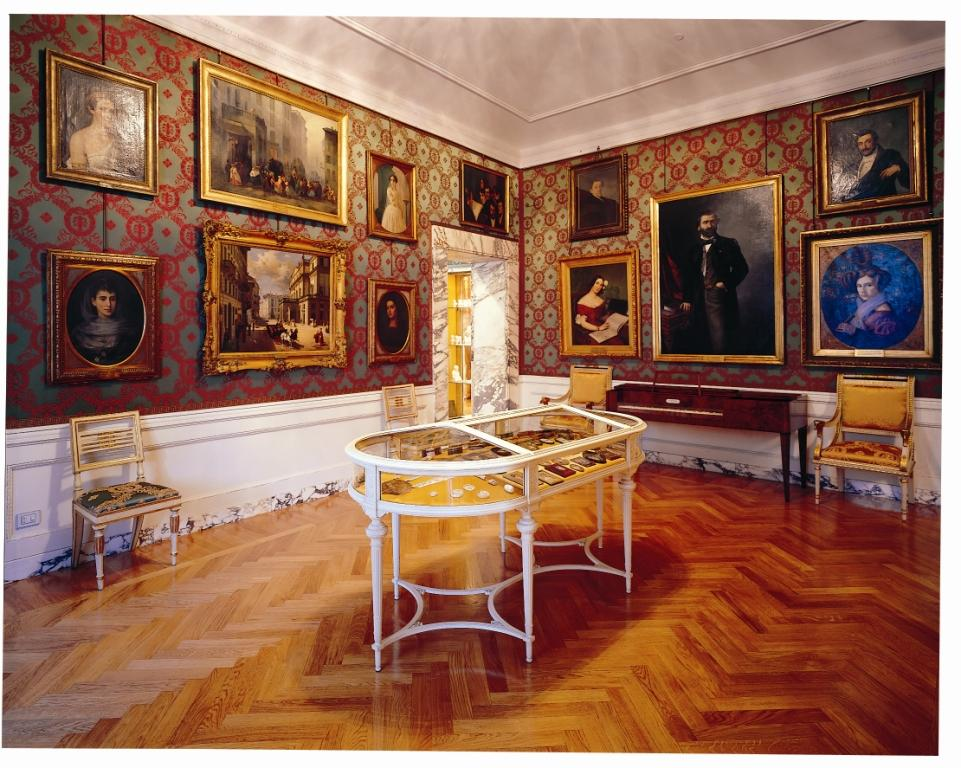
Una delle sale dell'attiguo Museo teatrale alla Scala

L'originaria unica galleria era collegata al vestibolo per la servitù tramite due scale a chiocciola. Gli spettatori con biglietti di galleria entrano oggi attraverso l'ingresso del Museo teatrale, in largo Ghiringhelli. Nello spazio occupato nei piani sottostanti dai camerini, si trovano in corrispondenza delle due gallerie i guardaroba, non dissimili da quelli della platea. Differente è invece il disegno delle rampe che collegano i due ultimi piani, ridisegnate nel corso del XX secolo.

#### Ridotti
Vi sono oggi due ridotti. Il primo, in corrispondenza del terzo ordine di palchi, è destinato agli spettatori dei palchi. Il secondo, aperto nel 1958 nel luogo un tempo adibito a "stanza delle stufe", è destinato a quelli delle due gallerie. L'aspetto di entrambi questi ambienti è stato più volte modificato nel corso degli anni. In origine, nel locale che attualmente ospita il ridotto delle gallerie si producevano le braci da porre in appositi bracieri dislocati nei vari ambienti del teatro.
L'attuale decorazione del primo ridotto, intitolato ad Arturo Toscanini, risale all'intervento di Luigi Lorenzo Secchi (1936). Il primo ambiente cui si accede dal corridoio del terzo ordine, stretto e assai allungato, funge quasi da anticamera al più vasto salone, corrispondente all'area del corpo aggettante. A dividerli un muro in cui si aprono un grande varco sorretto da quattro colonne marmoree e due varchi minori, a destra e a sinistra, che danno accesso ad altrettanti vani più piccoli, ospitanti i buffet. Le pareti di tutti e quattro gli ambienti sono decorate da specchi, fregi e paraste con capitelli corinzi dorati realizzati a stucco. Sopra questi ultimi corre la trabeazione, assai importante nei due ambienti maggiori, meno appariscente nei due buffet. Tre porte finestre e due finestre si aprono dal salone verso piazza della Scala, una finestra da luce a ciascuno dei due ambienti minori. Tre grandi lampadari di cristallo pendono dalla volta del salone e altrettanti, più piccoli, illuminano il corridoio. Decorano il salone alcuni busti di compositori (Giacomo Puccini, Pietro Mascagni, Umberto Giordano), musicisti (Arturo Toscanini, opera di Adolfo Wildt) e responsabili del teatro, realizzati in marmo o in bronzo a partire dal dopo guerra. Le tappezzerie delle poltrone e dei divani sono realizzate con la medesima seta di colore giallo utilizzata per i tendaggi.
La disposizione degli ambienti è la medesima anche nel ridotto superiore, cui si accede dalla seconda galleria. Soltanto l'altezza delle volte è minore e più discreta è la decorazione.

### Il progetto Botta e i lavori di restauro (2002-2004)

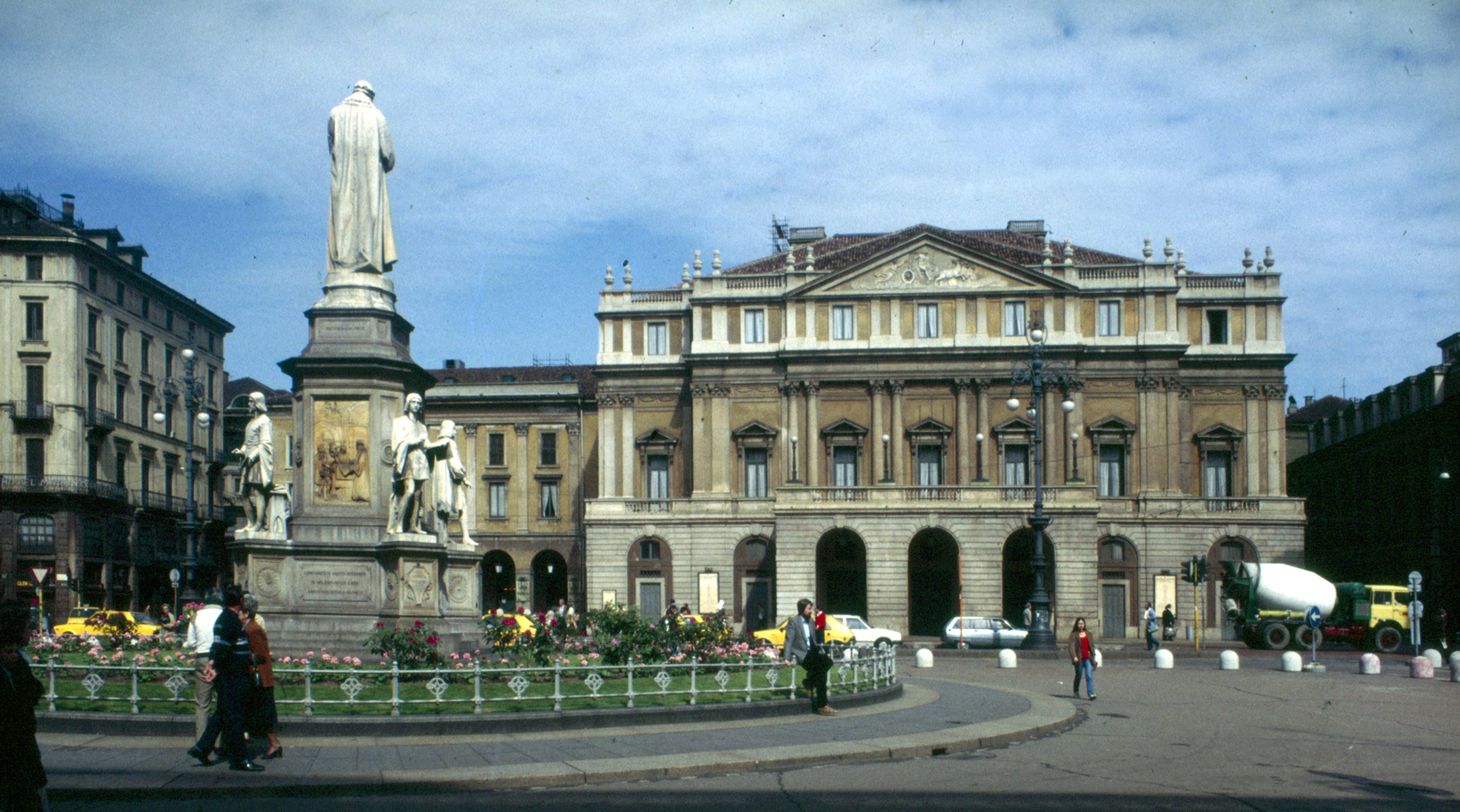
Panoramica della Scala e della piazza omonima nel 1985, circa un quindicennio prima della ristrutturazione del teatro

Nel maggio del 2002 fu presentato il progetto di ristrutturazione, ormai non più posponibile: anche senza considerare le difficoltà logistiche del retropalco, il teatro funzionava ormai da quasi dieci anni in deroga ai regolamenti di sicurezza in materia di prevenzione incendi e antinfortunistica. Il progetto è, infatti, già prefigurato negli anni 1990, ma trova concreta realizzazione solo all'inizio del decennio successivo. Due erano le strade percorribili: la semplice messa in regola e il mantenimento della struttura così come restituita dal restauro del 1947, oppure la più ambiziosa ricostruzione del palco e degli altri ambienti utilizzati dagli artisti, in modo da garantire un potenziamento della macchina scenica. Si scelse la seconda, e la decisione non fu esente da critiche: un intervento così profondo ha infatti cancellato i segni tangibili che il tempo e le persone passate per quegli ambienti avevano lasciato.

#### La macchina scenica e il progetto architettonico
Il progetto della macchina scenica fu affidato a Franco Malgrande, l'architetto Mario Botta, subentrato a Giuliano Parmegiani, ha invece firmato il progetto della torre scenica, della torre ellittica e degli ambienti di servizio ospitati negli edifici retrostanti il Casino Ricordi, in via Filodrammatici.
Sin dall'inizio dei lavori, sorsero alcune difficoltà: la posizione centrale del teatro ha impedito di fare alcun affidamento sullo spazio intorno a esso e ha reso necessari un'attenta pianificazione, particolare coordinamento e monitoraggio della sicurezza. I quattrocento operai e i vari tecnici hanno dunque operato all'interno del limitato recinto di lavoro, dal quale sono stati rimossi, in almeno 10000 viaggi dei mezzi di lavoro, 120000 m³ di macerie.
Anche le scelte di Botta sono state oggetto di un acceso dibattito, soprattutto relativamente l'impatto estetico dei due nuovi, massicci volumi: le torri scenica ed ellittica.
La torre scenica si eleva alle spalle delle torrette dell'antico sistema antincendio, in linea con l'asse della facciata. Il rivestimento è in lastre di marmo botticino disposte in triplici file di corsi di maggiore dimensione intervallate da liste più sottili. Tra queste ultime sono incastonati vari LED che evocano, di notte, la presenza della torre. L'altezza della nuova torre scenica coincide con quella precedente e, come ha dichiarato l'architetto, i nuovi volumi vengono arretrati «con il doppio intento di evidenziare le facciate storiche nel rapporto 'figurativo' con il tessuto urbano e offrire, al di sopra dei tetti esistenti, un linguaggio astratto per le nuove costruzioni in modo da separare ed evidenziare i differenti periodi storici». Si è deciso infatti di arretrare di qualche metro il fronte est della torre, in modo da poter riaprire le luci oscurate con la costruzione del vecchio contro muro della torre scenica e dal sistema di tiri e contrappesi a esso addossati. In questo spazio sono stati oggi ricavati una serie di percorsi alle spalle del fronte su via Verdi, che consentono di riaprire le finestre e dare vita alla facciata storica. Il fronte nord, opposto a piazza della Scala, è invece solcato da profonde incisioni finestrate, aperte per dare luce alle quattro sale prova che si trovano sopra il retropalco. Tale fronte è completato da due rientranze più profonde e larghe, in corrispondenza dei due corpi di scale, e dal sistema di aperture del corpo camerini che collega posteriormente alla torre scenica la torre ellittica.
Oggetto dell'intervento è stato anche l'interno degli edifici ottocenteschi di via dei Filodrammatici, l'antico Casino Reale, ricostruito dalle fondamenta, mantenendo solo le facciate e uniformando le coperture a falde. In luogo delle due precedenti corti, si apre oggi tra il fianco del fabbricato piermariniano e il fianco stradale un unico spazio, su cui si affacciano gli ambienti della sovrintendenza e della direzione artistica. La piccola corte, che si sviluppa parallelamente al portico di via Filodrammatici, è dominata dallo sbalzo del corpo ellittico che si eleva cinque piani più in alto. Un'unica apertura verticale si apre sotto lo sbalzo, dando luce agli sbarchi delle scale e degli ascensori che disimpegnano ai piani bassi gli uffici agli spogliatoi degli artisti e del personale.
Parallelamente all'asse del progetto piermariniano, si eleva, infatti, un nuovo volume a pianta ellittica ospitante i camerini degli artisti. Il notevole arretramento e l'assenza di un vero e proprio fronte sono intesi proprio a sottolineare il distacco dalle facciate storiche del Casino Ricordi e degli altri edifici. La presenza della torre ellittica appare ancora più discreta in virtù del finimento a elementi verticali in botticino, che la «fanno vibrare nel gioco di luci ed ombre creato dal sole, smaterializzandone le superfici».
Botta ha voluto sottolineare che, all'epoca di Piermarini, l'isolato era racchiuso fra vie anguste. La profondità offerta al nostro occhio è dovuta alla demolizione, nel 1858, degli edifici prospicienti via Manzoni, condizione urbana sconosciuta all'architetto folignate e che giustifica la costruzione dei nuovi volumi. Questa profondità permette di cogliere, a detta dell'architetto svizzero, all'interno del più ampio complesso architettonico i differenti linguaggi che spaziano dal Settecento a oggi.
I lavori hanno dunque ottimizzato gli ambienti di servizio e dato al teatro una macchina scenica tra le più complesse e versatili mai progettate, a fronte tuttavia di interventi decisamente invasivi nei confronti delle antiche strutture sceniche e della Piccola Scala, andate perdute per sempre.

#### Il restauro conservativo

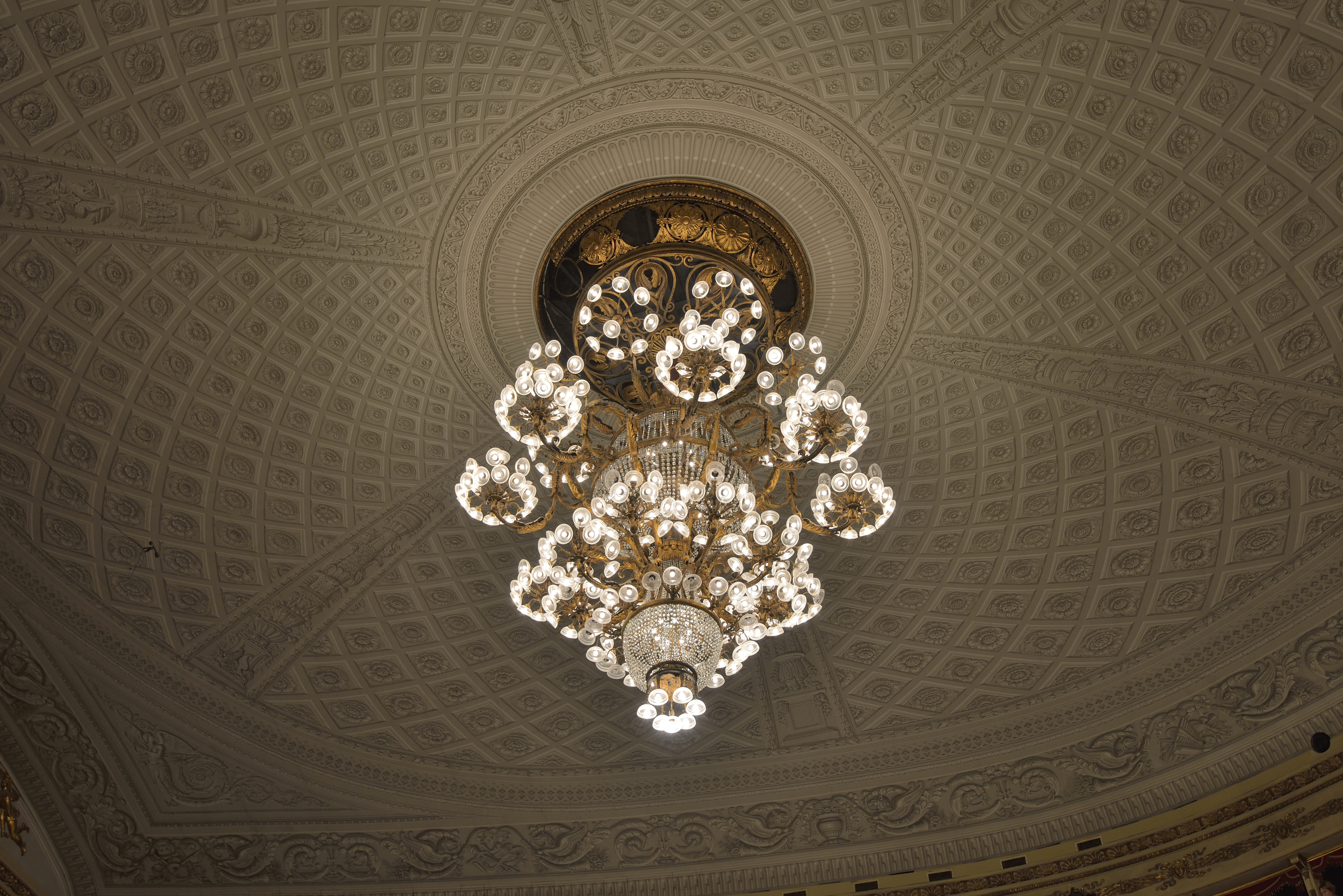
Dettaglio del soffitto e del grande lampadario della sala

Altrettanto importante è stato l'intervento conservativo che ha riguardato la parte monumentale. Terminati, alla fine degli anni 1990, i lavori di pulitura della facciata del teatro, si è proceduto in contemporanea ai lavori di rinnovamento, dal 2002 al 2004, al restauro dell'area monumentale, curato da Elisabetta Fabbri.
Primo passo è stata l'acquisizione di tutte le informazioni storiche, materiche e dimensionali necessarie. Sono state riconosciute tre aree di intervento: la sala teatrale (comprendente, oltre alla platea e ai palchi, i corridoi, le scale e i camerini retropalco), il foyer e i ridotti, e, infine, i locali ospitanti il Museo teatrale. Mentre per queste ultime aree si può parlare di "manutenzione straordinaria", più che di "restauro conservativo" (sono stati sfruttati gli impianti già realizzati nel Novecento, opportunamente revisionati, e sostituiti materiali, come pavimentazioni lignee e tappezzerie, ormai logori), l'intervento nella sala teatrale è stato più complesso.
È stato in particolare realizzato un nuovo cablaggio dei palchi, con la revisione degli impianti elettrici e dell'aria condizionata. Quanto all'adeguamento strutturale, si è proceduto con interventi di tirantatura delle travi lignee dei palchi e consolidamenti con iniezioni di resine speciali nelle volte in muratura. Complesso è stato anche l'intervento sui rivestimenti murari. Grazie ad attente rilevazioni è stato parzialmente possibile riportare alla luce l'originario intonaco a finto marmo, ben conservato alle pareti dei primi due ordini. Nei piani superiori e nel sottoplatea si è proceduto realizzando un nuovo marmorino.
Fino al recente intervento di restauro il pavimento della platea, oltre a quello delle scale e dei corridoi, era rivestito di moquette. Nei palchi era stato posato invece uno strato di linoleum. La platea è stata ora pavimentata con legno a vista, disposto in strati speciali al fine di migliorare l'acustica. Nei palchi e nei camerini è stata recuperata la pavimentazione di formelle in cotto, già prevista dal Piermarini, mentre nei corridoi è stato ripristinato il seminato di marmo o terrazzo alla veneziana.

## Capienza
Come si desume dalla pianta ufficiale, oltre ai 676 posti in platea (comprensivi di tre posti per disabili e altrettanti per gli accompagnatori), il teatro può ospitare 195 spettatori nel primo ordine di palchi (95 in quelli di destra, 100 in quelli di sinistra), 191 nel secondo (96 nei palchi di destra, 95 in quelli di sinistra), 20 nel palco d'onore, 194 nel terzo ordine (96 nei palchi di destra, 98 in quelli di sinistra), 200 nel quarto (divisi equamente a destra e a sinistra), 256 spettatori in prima galleria e 275 in seconda galleria, per un totale di 2007 spettatori.
Nel provvedimento comunale di agibilità rilasciato tre mesi dopo la riapertura del Teatro nel 2004 i posti sono invece 2 030. In realtà il Teatro stesso ha, in diverse occasioni, comunicato cifre ancora differenti.

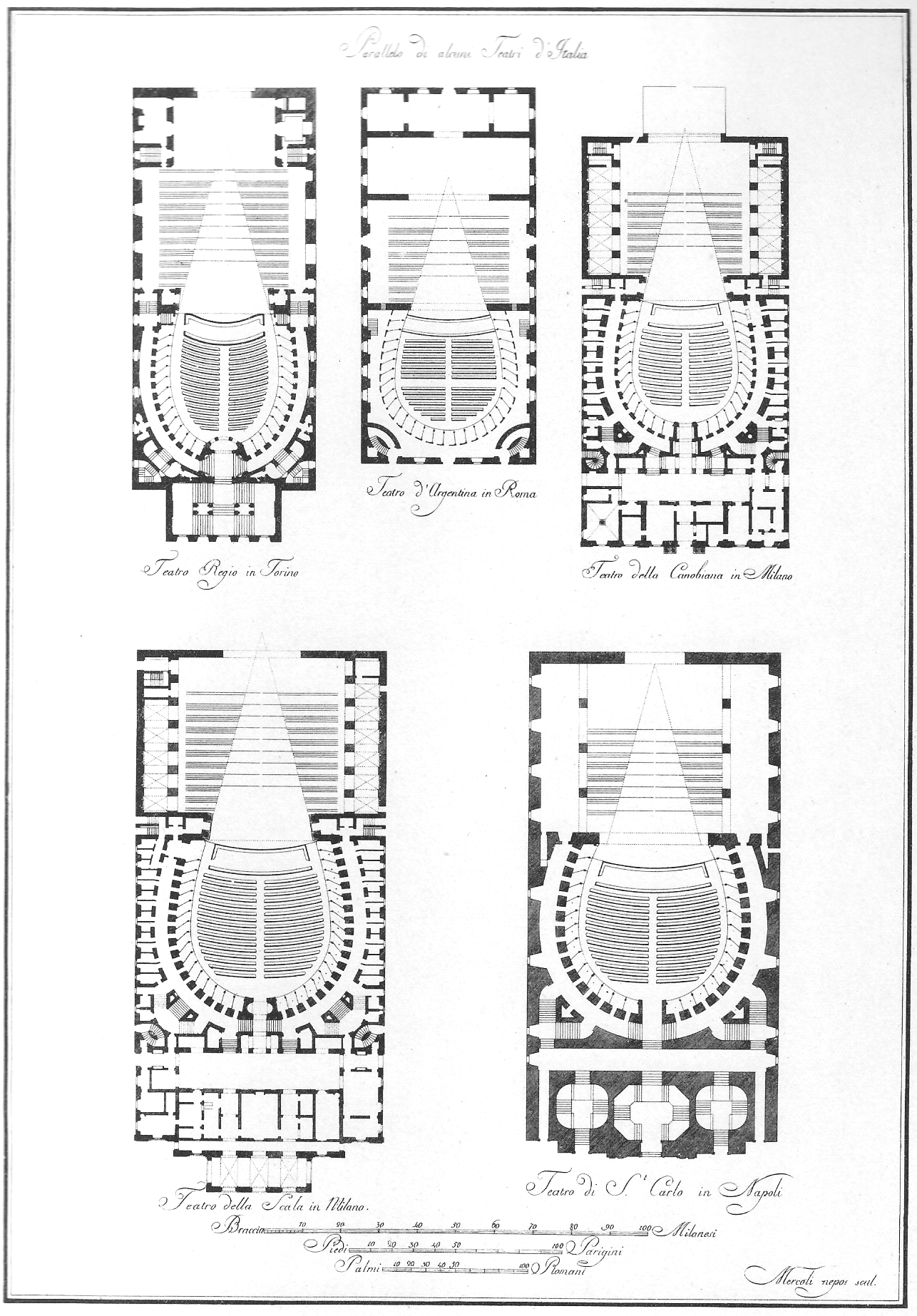
Pianta dei teatri d'Italia, incisione in rame di Gaetano Mercoli (1789)

Di questi posti, in media, secondo i dati disponibili nel 2011, 630 sono occupati dagli abbonati (compresi i circa 10 posti acquistati dalle agenzie di turismo culturale), 50 dall'associazione Amici del Loggione, 22 alla sovrintendenza e 16 alla direzione artistica, 20 agli sponsor (10 a Banca Intesa, altrettanti ad altri, ma la quota può variare molto a seconda dello spettacolo), 8 a persone con disabilità; 550 sono infine destinati ai dipendenti e all'Ufficio Promozione Culturale. Mentre questi biglietti vengono venduti a prezzo normale (fanno eccezione i biglietti di promozione culturale e quelli per gli spettatori disabili), ulteriori 115 posti sono resi disponibili gratuitamente alla direzione (33 posti), ai giornalisti (32), alle forze dell'ordine (8), alla SIAE (8), al Comune (16), alla Provincia (6) e alla Regione (12). I posti venduti online e in biglietteria al pubblico non abbonato sono quindi, in media, 440, cui si aggiungono i 140 «ingressi serali» (i posti di scarsa visibilità) venduti poche ore prima dello spettacolo.
Questi dati sono stati forniti dalla direzione del Teatro in risposta a proteste sollevatesi con riguardo alla presunta “introvabilità” dei biglietti in vendita singolarmente in biglietteria, ma soprattutto online.

## Acustica
Tra gli accorgimenti adottati dal Piermarini vi fu la scelta della volta di legno, quasi una cassa di risonanza naturale. Un altro piccolo accorgimento fu il diminuire sensibilmente le dimensioni delle colonne che separano i vari palchi.
Ottenne in questo modo, secondo le fonti, un'acustica pressoché perfetta in ogni punto della sala, considerata tra le migliori dei suoi tempi.
Secondo uno studio del 1962, firmato Beranek, il Teatro alla Scala ha un'acustica eccellente, comparabile, tra i maggiori teatri europei, alla sola, ma ben più tarda, Staatsoper di Vienna (1869). È stato all'epoca rilevato un tempo iniziale di ritardo (Initial Time Delay Gap) di soli 0,015 s secondi e solo tre riflessioni nell'arco di 60 millesimi di secondo. I valori del T30 (1,2 s), del tempo di decadimento iniziale (Early Decay Time: 1,3 s) e C80 (che, essendo la sala riverberante, risultava pari a −0,11 dB) permettevano di equiparare la sala scaligera a quella del Teatro della Pergola di Firenze. Il “calore” del suono, cioè la ricchezza dei toni a bassa frequenza, era garantito da un lungo RT alle basse frequenze (125 e 25 Hz).
In occasione degli ultimi lavori è stato inclinato il piano della platea per migliorare l'acustica in sala, oltre la visibilità. Si è provveduto, per lo stesso motivo, a rimuovere la moquette. A diretto contatto con il massetto in cemento (listoni in legno annegati in cemento magro) è stato posto uno strato di compensato marino dello spessore di 15 mm e quindi un «sandwich elastico», il cui foglio inferiore di gesso e truciolato (spessore 15 mm) è reso solidare con il compensato sottostante. Lo strato successivo, di polietilene reticolato (5 mm), non ha agganci rigidi con un secondo strato di gesso e truciolato, fissato invece a un ulteriore strato di compensato marino (16 mm). Sopra quest'ultimo, uno strato di granulato di gomma, attraversato dai supporti delle poltrone, fa da base ai listoni di rovere del parquet (spessore 22 mm).
A seguito dell'ultimo intervento di restauro, le tappezzerie all'interno dei palchetti sono state modificate per rispondere ai nuovi requisiti di resistenza al fuoco.
Tuttavia secondo uno studio dell'Università di Parma l'acustica sarebbe peggiorata in alcuni ambienti del teatro: se ci si trova lontano dal boccascena, ossia nei palchi (specialmente quelli centrali) o nelle gallerie, ove è stato osservato che il suono risulta generalmente sordo, addirittura poco chiaro. Tra le criticità osservate vi sarebbe la tappezzeria in velluto antincendio delle nuove poltrone, che sembra assorbire eccessivamente le onde sonore. Migliorato è invece il riverbero, principalmente grazie alla nuova copertura del pavimento. I provvedimenti adottati dal teatro per arginare il problema hanno interessato la tappezzeria dei palchi rimuovendo tutti i pannelli in poliuretano espanso a cellula chiusa posati nel 2004 e il damasco rosso è stato direttamente incollato alle pareti.

## La "Piccola Scala"

Il direttore d'orchestra Nino Sanzogno all'interno della "Piccola Scala"

Al momento della ricostruzione della sala dopo il bombardamento, fu allestito all'interno del Casino Reale, su progetto di Piero Portaluppi e Marcello Zavellani Rossi, un teatro con capienza di circa seicento persone, la "Piccola Scala". L'accesso era da via Filodrammatici e il palcoscenico si trovava accanto a quello del teatro principale, in modo che, eliminando tutti i fondali, da una sala si poteva vedere l'altra. Questo teatro minore, inaugurato nel 1955, fu dedicato al repertorio più antico, e in generale a tutte quelle opere che richiedevano meno spazio e impegnavano un organico ridotto.
La sala fu dedicata ad Arturo Toscanini in occasione dei venticinque anni dalla scomparsa, il 16 gennaio 1982.
A causa della drastica diminuzione della capienza da 600 a 350 spettatori, imposta dalle nuove normative sulla sicurezza, e della conseguente difficoltà nel coprire le spese a fronte di un ridotto pubblico pagante, la stagione lirica fu però interrotta poco dopo, nell'ottobre 1983. La sala fu in seguito destinata a magazzino e definitivamente distrutta per far spazio al nuovo palcoscenico del teatro maggiore in occasione dei lavori degli anni 2000.

## Stagioni scaligere
Nei primi 150 anni di vita del teatro l'attività iniziava il giorno di Santo Stefano (26 dicembre) con la Stagione di Carnevale, durante la quale si rappresentavano per lo più opere serie, in tre o quattro atti intervallati da balli. La stagione si concludeva alla vigilia della settimana di carnevale, durante la quale il teatro ospitava i balli e il veglione del sabato grasso. Dopo la Pasqua potevano svolgersi altre brevi stagioni (di Primavera, Estate, Autunno) dedicate all'opera buffa, alla commedia e ai balli, secondo la richiesta del pubblico e le disponibilità dell'impresario.
I prezzi degli abbonamenti per la stagione inaugurale furono così stabiliti: «per la Nobiltà» 6 gigliati, «per la cittadinanza» 3 gigliati, «per le Cappe Nere» (ovvero per i segretari, i cancellieri, i maggiordomi e gli altri dipendenti superiori delle famiglie nobiliari) 20 lire.
In realtà, per assistere agli spettacoli bisognava «levare» due biglietti: uno per accedere al teatro, l'altro d'ingresso alla platea. Le «sedie fisse» in platea (dette anche «chiuse» in quanto dotate di chiavi che consentivano di chiudere e aprire la seduta a piacere) costavano ulteriori tre gigliati in prima e seconda fila, due gigliati in terza e quarta, un gigliato nelle ultime due file. In alternativa ci si poteva accontentare delle «sedie volanti», disponibili gratuitamente. Quest'uso di emettere due biglietti distinti fu abbandonato già nel 1797.
La Stagione di Quaresima fu introdotta nel 1788. Già nel 1785 e nel 1787 il teatro aveva eccezionalmente aperto in periodo di quaresima: il primo anno per una cantata di Nicola Antonio Zingarelli, il secondo per il Giuseppe riconosciuto del compositore milanese Giovanni Battista Calvi e per una cantata pastorale a tre voci. A partire dal 1819 la Stagione di Carnevale muterà il nome in di Carnevale e Quaresima: l'attività proseguirà abitualmente, d'ora in avanti, anche durante il periodo quaresimale.
Al di fuori della normale programmazione, in occasione di eventi particolari quali trattati, incoronazioni o visite dei regnanti, venivano date delle cantate, quali ad esempio Il trionfo della pace di Francesco Pollini (1801), per festeggiare il Trattato di Lunéville che ratificava il trattato di Campoformio, San Napoleone di Johann Simon Mayr, in occasione dell'onomastico di Napoleone Bonaparte, il 16 agosto 1807, Il ritorno d'Astrea, che va in scena il 6 gennaio 1816 per il ritorno degli austriaci in Milano.
Nei primi anni, a fronte di un numero relativamente basso di titoli (undici, ad esempio, nel 1810), molte erano le repliche (228 alzate di sipario suddivise in tre stagioni, Carnevale, Primavera e Autunno).
Nel 1920 venne abolita la suddivisione in stagioni: l'attività si svolgerà d'ora in poi in continuità da novembre a giugno.
Si può notare come a partire dall'inizio del XX secolo aumenti nettamente il numero degli spettacoli ma diminuisca quello delle repliche: nel 1929, ad esempio, le opere in cartellone sono trentadue, le alzate di sipario centoquarantasei. Negli anni 1970, durante la permanenza del sovrintendente Paolo Grassi, la Scala visse il periodo di maggior produttività, garantendo quasi trecento rappresentazioni all'anno. Nel secondo decennio del XXI secolo, grazie soprattutto alla modernizzazione della macchina scenica, la Scala aumenta la propria attività: dalle circa 190 alzate di sipario degli anni 1990, si raggiunge il numero stabile di circa 280.

### La "prima" della stagione lirica
(Plácido Domingo)

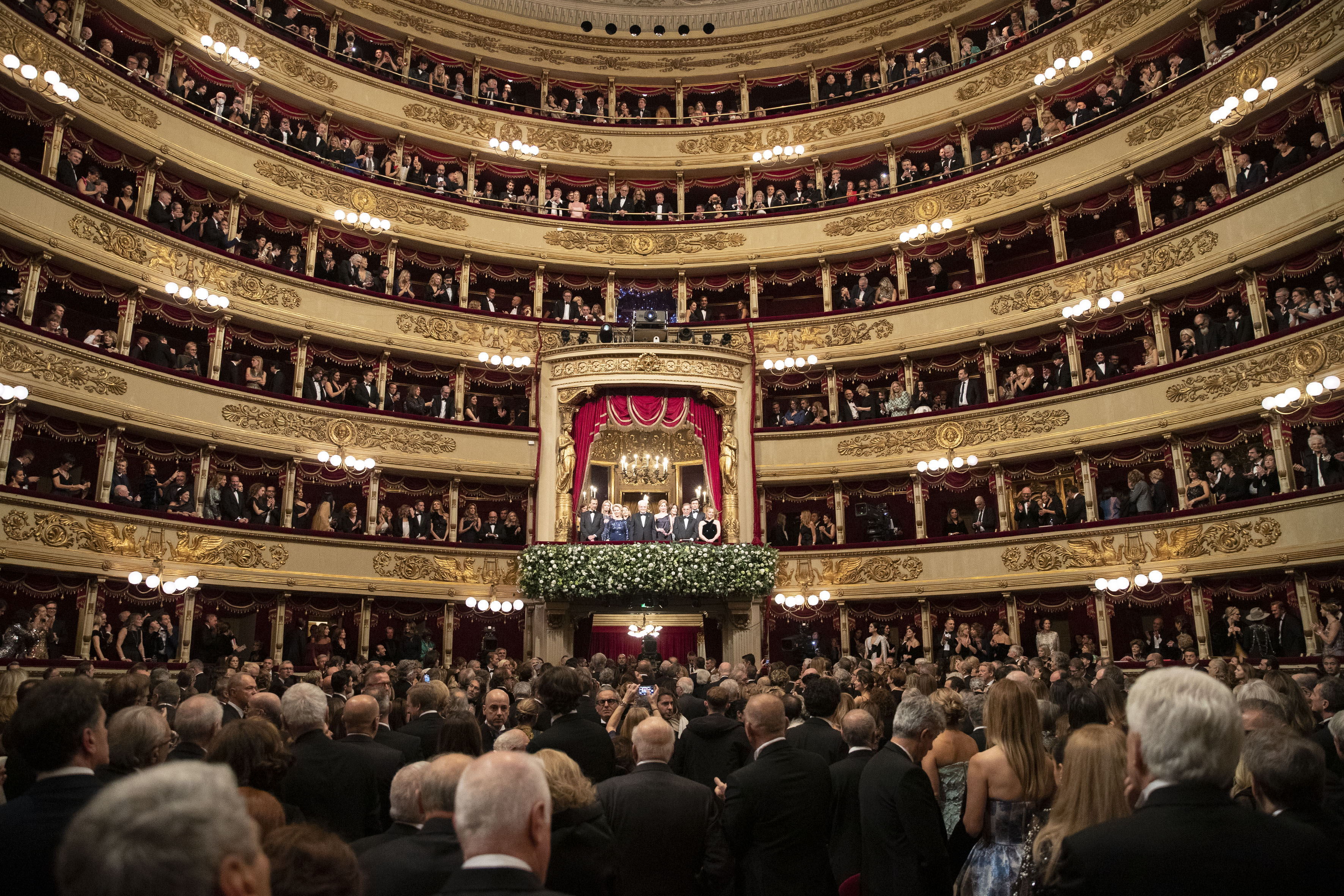
Inaugurazione della stagione 2022-2023

Tradizionalmente la stagione di Carnevale cominciava il 26 dicembre. L'attuale consuetudine di inaugurare la stagione lirica il 7 dicembre, giorno di Sant'Ambrogio, patrono di Milano, fu introdotta nel 1940 e poi, stabilmente, per volere di Victor de Sabata, a partire dal 1951. Proprio il 7 dicembre di quell'anno Maria Callas, che aveva debuttato sul palcoscenico meneghino pochi mesi prima, ottenne il suo primo trionfo milanese cantando ne I vespri siciliani diretti dallo stesso De Sabata.
Lo spettacolo della sera di Sant'Ambrogio è insieme un evento culturale, istituzionale e mondano profondamente radicato nella vita italiana.
A partire dal 2008 la serata inaugurale è preceduta dall'anteprima giovani, una recita dell'opera inaugurale dedicata al pubblico con meno di trent'anni.
Nel 2020, a causa della pandemia di COVID-19, la "prima" è stata annullata e sostituita da un concerto a porte chiuse intitolato A riveder le stelle.

## Responsabili del teatro
Impresari
- Ercole Castelbarco, Giacomo Fagnani, Bartolomeo Calderara e Antonio Menafoglio (1778-1788)
- Bartolomeo Calderara (1789-1790)[122]
- Gaetano Maldonati (1790-1798)[122]
- Francesco Benedetto Ricci (1799-1800)[122]
- Gaetano Maldonati (1800)[122]
- Francesco Benedetto Ricci (1800-1814)[122][123]
- Angelo Petracchi (1816-1820)[124]
- Domenico Barbaja (1826-1832)[19][125]
- Carlo Visconti di Modrone (1833-1836)
- Bartolomeo Merelli (1836-1850)[19]
- Alberto Mazzucato (1855-1856)[126]
- Ercole e Luciano Marzi (1857-1861)[127]
- Bartolomeo Merelli (1861-1863)
- Giuseppe Bonola, Giuseppe Brunello e Moltini (1869-?)[128]
- fratelli Corti (1876)
- Luigi Piontelli (1884-1894)
- Edoardo Sonzogno (1894-1897)

Direttori generali della Società Anonima
- Giulio Gatti Casazza (1898-1907)
- Vittorio Mingardi (1907-1918)[129]

Direttori generali dell'Ente Autonomo
- Angelo Scandiani (1921-1929)[130]
- Anita Colombo (1929-1931)[131]

Sovrintendenti
- Jenner Mataloni (1932-1942)[132][133]
- Carlo Gatti (1942-1944)[134]
- Gino Marinuzzi (1944-1945)[135]
- Antonio Ghiringhelli (1948-1972)[136][137]
- Paolo Grassi (1972-1977)[138]
- Carlo Maria Badini (1977-1990)[139][140]
- Carlo Fontana (1990-2005)[141][142]
- Mauro Meli (2005)
- Stéphane Lissner (2005-2014)[143][144]
- Alexander Pereira (2014-2020)[145][146]
- Dominique Meyer (2020-2025)[145]
- Fortunato Ortombina (2025-2030)[147]

Primi violini capo d'orchestra
per l'opera
- Luca Felice Roscio (1778-1779)
- Luigi de Baillou (1780-1802)
- Alessandro Rolla (1803-1833)

per il balletto
- Giuseppe Perruccone (1780-1802)

Maestri concertatori
- Vincenzo Lavigna (1802-1833)[148][149]
- Giacomo Panizza (1833-1848)[148]
- Alberto Mazzucato (1854-1868)
- Eugenio Terziani (1868-1871)[150]
- Ettore Gelli (1871)[151][152]
- Franco Faccio (1871-1889)[14]

Direttori musicali
- Arturo Toscanini (1898-1903)[14]
- Cleofonte Campanini (1903-1905)[153][154]
- Leopoldo Mugnone (1905-1906)[155]
- Arturo Toscanini (1906-1907)[156]
- Edoardo Vitale (1907-1910)[129]
- Tullio Serafin (1910-1914)[157]
- Gino Marinuzzi (1914-1917)[158]
- Tullio Serafin (1917-1918)[159]
- Arturo Toscanini (1921-1929)[160]
- Victor de Sabata (1929-1953)[161]
- Franco Capuana (1949-1952)
- Carlo Maria Giulini (1953-1956)
- Guido Cantelli (1956)
- Antonino Votto (1956-1965)
- Gianandrea Gavazzeni (1965-1968)
- Claudio Abbado (1972-1986)[162]
- Riccardo Muti (1986-2005)[163][164]
- Daniel Barenboim (2011-2015)[145][165]
- Riccardo Chailly (2015-2026)[166][167]
- Myung-Whun Chung (2027-2030)[168][169]

Direttori artistici
- Erardo Trentinaglia (1931-1932)[172][173]
- Mario Rossi (1945)
- Tullio Serafin (1946-1947)
- Mario Labroca (1947-1949)[174][175]
- Victor de Sabata (1949-1952) ad interim
- Victor de Sabata (1953-1957)[176]
- Francesco Siciliani (1957-1966)[177]
- Gianandrea Gavazzeni (1966-1968)
- Luciano Chailly (1968-1971)[178]
- Massimo Bogianckino (1972-1974)
- Francesco Siciliani (1974-1976)[179]
- Claudio Abbado (1977-1979)[139][180]
- Francesco Siciliani (1980-1983)
- Cesare Mazzonis (1983-1992)[181]
- Alberto Zedda (1992-1995)
- Roman Vlad (1995-1997)[182]
- Paolo Arcà (1997-2003)[183][184]
- Fortunato Ortombina (2003-2005)[185]
- Stéphane Lissner (2005-2014)
- Alexander Pereira (2014-2020)
- Dominique Meyer (2020-2025)[145]
- Fortunato Ortombina (2025-2030)[147]

## L'Accademia del Teatro alla Scala
Dal 1991, il Teatro alla Scala si occupa anche di formazione per i professionisti dello spettacolo grazie alla Direzione Scuole Formazione, divenuta, dal 2001, Fondazione Accademia d'arti e mestieri dello spettacolo Teatro alla Scala. L'Accademia eroga corsi di formazione professionale attraverso i suoi quattro dipartimenti: Musica, Danza, Palcoscenico-Laboratori, Management. Il percorso di studi culmina ogni anno nel "Progetto Accademia", un'opera inserita nel cartellone scaligero.
Nel 2011, per festeggiare i primi dieci anni di vita dell'Accademia, sono stati inseriti nella stagione, oltre al consueto Progetto Accademia (quell'anno L'italiana in Algeri) anche vari concerti e un gala di danza (il 31 dicembre 2011).

### Storia
- Angelo Petracchi, Sul reggimento de' pubblici teatri, Milano, Giulio Ferrario, 1821.
- Luigi Romani, Teatro alla Scala: cronologia di tutti gli spettacoli rappresentati in questo teatro dal giorno del solenne suo aprimento sino ad oggi, Milano, Coi tipi di Luigi di Giacomo Pirola, 1862.
- Giovanni Galbiati, Il Teatro alla Scala dagli inizi del 1794 nei documenti ufficiali inediti dell'Archivio Borromeo Arese, presso la Biblioteca Ambrosiana, Milano, 1919.
- AA. VV., La Scala nei 150 anni della sua vita artistica: 1778 - 1928, Milano, a cura della rivista La Scala e il Museo Teatrale e della Libreria Editrice Milanese, 1928.
- F. Armani, G. Bascapé, La Scala, Milano, 1951.
- Carlo Gatti, Il Teatro alla Scala nella storia e nell'arte (1778-1958), Milano, Ricordi, 1963.
- Giampietro Tintori, Il Teatro alla Scala nella storia e nell'arte (1778-1963), Cronologia completa degli spettacoli e dei concerti, II, Milano, Ricordi, 1964.
- Luigi Lorenzo Secchi, 1778- 1978. Il Teatro alla Scala: architettura, tradizione, società, Milano, Electa, 1977.
- Remo Giazotto, Le carte della Scala. Storie di impresari e appaltatori (1778-1860), Lucca, Akademos e Lim, 1990.
- AA. VV., Studi verdiani, Parma, Istituto di studi verdiani, 2002.
- Salieri sulle tracce di Mozart, Catalogo della Mostra, Milano, Palazzo Reale 2 dicembre 2004-30 gennaio, Bärenreiter, 2004. ISBN 978-3-7618-1833-6.
- Annamaria Cascetta, Giovanna Zanlonghi, Il teatro a Milano nel Settecento, Vita e pensiero, Milano, 2008.
- Stefano Baia Curioni, Mercanti dell'opera: storie di casa Ricordi, Il Saggiatore, 2011.

### Architettura
- Teatro alla Scala in Milano. Architettura del Regio Professore Giuseppe Piermarini, 1 ed., Milano, 1789, Perugia, Volumnia, 1970.
- Marcellino Segrè, Descrizione dei due Teatri e Casini rispettivamente ad essi annessi. Descrizione e consegna del fabbricato del Teatro grande alla Scala, Milano, Archivio Civico Storico, 1791.
- G. Aldini, Memoria sulla illuminazione a gas dei teatri e progetto di applicarla all'I.R. Teatro alla Scala in Milano..., Milano, 1820.
- La Grande Lumiera dell'I.R. Teatro alla Scala, in Gazzetta di Milano, 30 giugno 1821.
- G. Morazzoni, I palchi del Teatro alla Scala, in Dedalo, Milano, 1930.
- Luigi Lorenzo Secchi, Il palcoscenico a ponti e pannelli mobili del Teatro alla Scala, in Rassegna di Architettura, Milano, 1940.
- Luigi Lorenzo Secchi, Come ho ricostruito la Scala, in Atti del Collegio degli Ingegneri di Milano, n. 7-8, Milano, 1949, e in Edilizia Moderna, n. 44, 1950.
- Micaela Pisaroni, Il neoclassicismo, Como, NodoLibri, 1999.
- Giovanni Curcio, Elisabeth Kieven, Storia dell'architettura italiana - Il Settecento, Milano, Electa Mondadori, 2000.
- Isabella Innamorati, Silvana Sinisi, Storia del teatro. Lo spazio scenico dai greci alle avanguardie, Bruno Mondadori, 2003.
- Enrico Lonati, La nuova Scala: il cantiere, il restauro e l'architettura, Venezia, Marsilio, 2004, ISBN 88-317-8612-1.
- Enrico Quagliarini, Costruzioni in legno nei teatri all'italiana del '700 e '800. Il patrimonio nascosto dell'architettura teatrale marchigiana, Alinea, 2008.

### Artisti alla Scala
- Domenico De Maio, Anna Maria Rovere la nipote di Stesicoro, Laruffa, 2000.
- Lorenzo Arruga, Placido Domingo alla Scala, Scala, 2001.
- Verdi e la Scala, Rizzoli, 2001.
- Vittoria Ottolenghi, Nureyev alla Scala, Scala, 2002.
- Vittoria Crespi Morbio, Usellini alla Scala, Allemandi, 2003.
- Vittoria Crespi Morbio, Picasso alla Scala, Allemandi, 2004.
- Vittoria Crespi Morbio, Ratto alla Scala, Allemandi, 2004.
- Vittoria Crespi Morbio, Ceroli alla Scala, Allemandi, 2005.
- Vittoria Crespi Morbio, Buzzati alla Scala, Allemandi, 2006.
- Franca Cella, Leyla Gencer 50 anni alla Scala, Scala, 2007.
- Angela Ida De Benedictis, Vincenzina Ottomano, Claudio Abbado alla Scala, Rizzoli, 2008.
- Vittoria Crespi Morbio, Landriani alla Scala, Allemandi, 2008.